# Геттісберзька кампанія
Геттісберзька кампанія (англ. Gettysburg Campaign) — серія битв протягом червня та липня 1863 року під час Громадянської війни в США. Після перемоги під Чанселорсвіллом генерал Лі направив свою армію на північ, в Меріленд і Пенсільванію. Потомакська армія генерала Джозефа Гукера, а потім (з 28 червня) Джорджа Міда, переслідувала Лі, завдала йому серйозного удару в битві при Геттісберзі, проте дозволила йому відступити назад у Вірджинію.
Рішення про друге вторгнення на Північ було ухвалене під час кризової ситуації на західному театрі війни, коли армія генерала Гранта загрожувала Віксбургу. Генерал Лі розраховував перемогою на сході полегшити становище Віксбурга, а в разі вдалого результату кампанії він сподівався на перемогу прихильників миру в американському уряді. Лі зумів відвести Північновірджинську армію від зіткнення з армією Гукера, перекинути її до Калпеперу, увійти в долину Шенандоа і розгромити федеральний гарнізон в місті Вінчестер. Потім армія перейшла Потомак і вступила в Меріленд, де Лі розраховував постачати армію продовольством за рахунок місцевих запасів. Армія Гукера в цей час несла великі втрати через розформування полків з вичерпаним терміном служби, тому Гукер не наважувався на агресивні заходи у відповідь. 28 червня Гукер був відсторонений від командування, і його місце зайняв Джордж Мід. 1 липня армії Лі і Міда випадково зустрілися у Геттісберзі у триденній оборонній битві Мід зумів утримати позицію і нанести армії Лі серйозних втрат. Після провалу «атаки Пікетта» Лі був змушений почати відступ. Він відвів армію до Вільямспорта, де зайняв сильну оборонну позицію. Мід не наважився на атаку, і в підсумку 14 червня Лі зумів без втрат відвести армію за Потомак. В ході кампанії Лі втратив третину своєї армії і не зміг змінити ситуацію під Віксбургом, який здався Гранту 4 червня. Геттісберзька кампанія стала останнім вторгненням армії Конфедерації на територію північних штатів.

## Передумови
На початку травня 1863 року Північновірджинська армія генерала Лі розбила Потомакську армію Джозефа Гукера при Чанселорсвіллі, проте ця перемога дісталася Лі ціною важких втрат. Армія втратила 13 000 бійців і генерала Томаса Джексона. Джексон помер від поранень 10 травня, а вже 12 травня в Річмонд прийшла телеграма з Віксбургу: генерал Пембертон повідомляв, що положення гарнізону у Віксбурзі важке і гіршає з кожним днем. Положення Віксбурга змусило президента призначити на 15 травня раду, на яку був запрошений військовий секретар Седдон і генерал Лі.
Положення на заході турбувало керівництво Конфедерації ще з грудня 1862 року. На початку 1863 року з'явилася пропозиція перекинути частину військ зі сходу країни на захід. Цю пропозицію підтримав секретар Седдон, сенатор Луїс Вігфолл, генерал Джонстон, генерал Борегар, і навіть генерал Джеймс Лонстріт. Саме Лонгстріт був автором цієї ідеї. Він пропонував взяти свій I корпус або хоча б дві дивізії, перекинути їх в Чаттануґу, з'єднати з армією Брегга, розбити армію Роузкранса і почати наступ проти Гранта. Тим часом Лі мав тримати оборону на рубежі річки Раппаханок силами корпусу Джексона. На початку травня, повертаючись з двома дивізіями з-під Саффолк до Фредеріксбургу, Лонгстріт затримався в Річмонді і переговорив з Седдоном. На цей раз він запропонував інший план: відправити дивізії Пікетта і Худа до Чаттануґи, розбити Роузкранс, а потім наступати на північ, в Кентуккі, щоб змусити Гранта зняти облогу Віксбурга. 9 травня Седдон телеграфував генералу Лі — дивізії Лонгстріта якраз під Річмондом, повідомив він і запитав чи не заперечує Лі, якщо їх відразу направлять на захід.
Лі відразу ж відправив телеграму, де висловився категорично проти цієї ідеї, а потім послав у Річмонд лист з докладним поясненням своєї позиції. Він вважав, що відправляти дивізії в Віксбург безглуздо: їм доведеться дуже довго туди йти, і невідомо, як Пембертон ними розпорядиться. Але основний його аргумент звучав як ультиматум: якщо у нього заберуть частину його армії, він буде змушений відступити до Річмонда. На його думку, Потомакська армія налічувала вже 159 000 бійців, і таким чином положення Вірджинії було небезпечніше положення Віксбургу. Президент встав на сторону Лі в цьому питанні. Але для ухвалення остаточного рішення було призначено нараду 15 травня. Готуючись до нього, Лі викликав Лонгстріта в свій штаб і з 11 по 13 травня обидва генерали обговорювали ситуацію.
Лі переконав Лонгстріта в тому, що найкращим стратегічним рішенням буде наступ в Пенсільванії. Через кілька днів Лонгстріт написав сенатору Уігфоллу, що перш виходив з припущення, що Лі налаштований оборонятися на рубежі річки Раппаханок, але Лі, як з'ясувалося, готує наступ, і тому йому потрібні всі можливі підкріплення. Пембертон ж занадто нерішучий, тому чим менше у нього військ, тим краще. Так що, якщо уряд і вирішить відправляти армію на захід, то краще за все передати її Бреггу або Джонстону для вторгнення в Кентуккі.
Вдень 14 травня Лі сів у потяг до Річмонду і 15 травня з'явився на нараду в будівлю Військового Департаменту на розі Франклін-стріт і 9-ї авеню. Подробиці цієї зустрічі невідомі. Мабуть, Седдон наполягав на посиленні Пембертона, Лі відстоював свою пропозицію, а президент Девіс займав нейтральну позицію. "Доморослі критики вважають позицію Лі з питання Віксбургу помилковою, — писав Стівен Сірс, — вірджинський театр бойових дій турбував його більше, на їхню думку, ніж вся війна на Заході. Але на тій конференції він навряд чи міг змінити свою позицію". З огляду на небезпечне посилення Потомакської армії, президент повинен був вибирати між Вірджинією і Міссісіпі, і по суті це був вибір Хобсона (тобто, відсутність вибору).
На переговорах 15—17 травня всі три учасники в результаті дійшли згоди щодо вторгнення в Пенсільванію. Але через кілька днів прийшли новини про те, що Пембертон відступив в Віксбург, і Грант обложив місто. З цієї причини Лі був викликаний на другу нараду 26 травня. На цей раз на нараді, крім Седдона, Девіса і Лі брали участь і члени кабінету. Президент висловив сумніви в пенсильванському плані і його підтримав поштмейстер Джон Рейган, однак більшість висловилася за вторгнення.
При розробці плану Лі виходив з того, що йому треба зірвати літню кампанію Потомакської армії, але при цьому йому невигідно атакувати противника на його позиції при Фредеріксбурзі. Однак, якщо Лі піде в долину Шенандоа і до річки Потомак, то Гукер буде змушений відступити від рубежів на річці Раппаханок. При цьому є шанс, що з'явиться зручна можливість для атаки. Але в плани Лі так само не входило повторити Північновірджінську кампанію, коли він розбив армію супротивника, але вона відступила в для зміцнення Вашингтону. Якщо ж Лі перейде Потомак, то це може змусити Північ перекинути на посилення Гукеру військові частини з інших фронтів (наприклад, з-під Саффолк). Не відомо, чи збирався Лі з самого початку йти до Пенсильванії, але такий варіант ним розглядався ще взимку. Ці плани він обговорював в лютому з Джексоном і тоді ж доручив топографу Джедадії Хотчкіссу скласти карти долини Шенандоа і далі до Гаррісбурга і Філадельфії. Тоді ці плани довелося відкласти, але тепер Лі міг до них повернутися. З Пенсильванії Лі міг би загрожувати Філадельфії, Балтимору і Вашингтону, тим самим посилюючи позиції прихильників миру на Півночі. Ще 19 квітня Лі написав своїй дружині: «… це сильно змінить громадську думку на Півночі. Республіканці будуть переможені і я думаю, прихильники миру стануть сильнішими і нова адміністрація буде діяти відштовхуючись від цього».

### Реорганізація Північновірджинської армії
Навесні 1863 року Північновірджинська армія складалася з двох корпусів по 30 000 чоловік кожен. Першим корпусом командував Джеймс Лонгстріт, другим — Томас Джексон. Джексон був поранений 2 травня, і 6 травня Лі призначив Емброуза Хілла тимчасовим командиром корпусу. Через кілька днів Джексон помер, і Лі мав знайти йому заміну. При цьому Лі давно вже прийшов до думки, що його корпуси занадто великі, і одній людині важко ними керувати, особливо в лісистій місцевості. Було вирішено розділити армію на три корпуси, але для цього потрібно було знайти нових командирів, а спроможних офіцерів залишалося вкрай мало. «Ця армія буде непереможна, якщо її правильно організувати і забезпечити офіцерами, — писав Лі генералу Худу, — … але ось тут головна проблема — відповідні офіцери. Де їх взяти?».
В результаті 20 травня Лі відправив президенту запит на переформування армії. Тепер армія повинна була складатися з трьох корпусів по три дивізії в кожному. Лонгстріт залишився командиром I корпусу. Річард Юелл був підвищений до генерал-лейтенанта і очолив II корпус. Емброуз Хілл так само став лейтенантом і очолив III корпус. У Лонгстріта забрали дивізію Андерсона і передали її Хіллу, з II корпусу забрали «Легку дивізію» і так само передали її Хіллу, переформували в дві дивізії. Для командування цими дивізіями були обрані і підвищені до генерал-майорського звання генерали Генрі Гет і Вільям Пендер. Лі також усунув від дивізійного командування генерала Колстона і призначив на його місце Едварда Джонсона.
Генерал Лонгстріт був незадоволений цією реорганізацією. Він вважав, що замість Хілла новий корпус повинен був очолити Мак-Лоуз або Д. Хілл. Він так само вважав, що в армії тепер занадто багато вірджинців — 10 з 15 дивізійних і корпусних командирів. Вірджинцями були Лі, Юелл, Хілл, Стюарт, Ерлі, Джонсон, Пікетт, Роудс, Гет і Пендлтон. Джорджію представляли Лонгстріт і Мак-Лоуз, Техас — Худ, Південну Кароліну — Андерсон, Північну Кароліну — Пендер. Алабами і Міссісіпі не представляв ніхто.
Дуглас Фріман назвав реорганізацію Північновірджинської армії одним з найважливіших рішень в кар'єрі генерала Лі. «У найвідповідальніший час своєї історії армія виявилася на дві третини під командуванням нових офіцерів», писав він. Хілл ніколи не командував більш, ніж дивізією, хоча був досить енергійний і рішучий для цього. Обставини підвищення Юелла були іншими: Лі погано знав його особисто і підвищив його, дотримуючись рекомендацій інших людей. У Лі не було можливості оцінити ступінь нерішучості Юелла, і він так само не знав, що Юелл, будучи підлеглим Джексона, звик підкорятися букві наказу, а не своєму розсуду. Лі не усвідомлював, наскільки важко буде Юеллу звикнути до системи командування Північновірджинської армії, де Лі давав підлеглим більше свободи дій і, відповідно, на них лягало більше відповідальності.

### Реорганізація Потомакської армії
Потомакська армія в травні 1863 року так само зіткнулася з проблемою реорганізації. Вона була пов'язана переважно з різким скороченням її чисельності. У травні — червні закінчувалися терміни служби 53-х піхотних полків, в яких служили 30 500 осіб, тобто, 27 % всієї армії. Це сталося через те, що в перші тижні війни два штати, Нью-Йорк і Мен, набирали добровольців на 2 роки служби, а не на 3 роки, як інші штати. Крім того, в кризовий період серпня-вересня 1862 року був набрано приблизно 16 700 осіб в Пенсільванії і Нью-Джерсі на 9 місяців служби. 13 травня Гукер повідомив президенту, що його армія скоротилася до приблизно 80 000 чоловік — як через втрати при Чанселорсвіллі, так і через розформування полків. І ще 25 полків належало розформувати в червні. Гукер стверджував, що якщо не надіслати додаткові частини, то армія з 1 травня по 1 липня 1863 року зменшиться на 48 000 чоловік.
Розформування полків через закінчення термінів служби серйозно порушувало всю структуру Потомакської армії. Наприклад, в першій дивізії першого корпусу зникала ціла бригада (Габріеля Пола), а інша бригада втрачала 3 з 4-х своїх полків. II корпус втратив 9 полків і скоротився на бригаду. III корпус втратив одну дивізію з трьох. Найбільше постраждав V корпус, який втратив 15 полків. Джордж Мід був змушений розформувати дивізію і віддати її командира (Ендрю Хемфріса) в інший корпус.
Зміни відбулися і в артилерії. Ще навесні Гукер розподілив артилерійські батареї по дивізіям, що відчутно знизило їх ефективність і призвело до розгрому при Чанселорсвіллі. Уже через тиждень після бою Гукер видав наказ № 128 (12 травня), згідно з яким батареї були передані з дивізій до корпусів. Тепер кожен корпус мав свою артилерійську бригаду: в VI корпусі було 8 батарей, в XII корпусі — 4, в інших корпусах — по 5. Кавалерійський корпус отримав дві артилерійські бригади. П'ять бригад були зведені в артилерійський резерв, і шеф артилерії Генрі Хант поставив в їх командування своїх найдосвідченіших артилеристів. З цього моменту артилерія Потомакської армії могла повністю реалізувати свій потенціал.
Коли генерал Лі планував кампанію проти Гукера він, мабуть, не знав про скорочення чисельності Потомакської армії. Важко сказати, звідки він брав інформацію про чисельність супротивника, але на момент початку кампанії він припускав, що співвідношення сил 2: 1 не на його користь. Така нерівність його не турбувала; більшою проблемою бачилася йому можлива диверсія генерала Дікса проти Річмонда, яка змусила б його виділяти частину сил для оборони столиці.

## Сили сторін
Згідно зі статистикою військового департаменту США від 1886 року, під час битви при Геттісберзі федеральна армія налічувала 93 500 чоловік, а армія Півдня — 70 000. У жителів Півдня було 272 або 281 гармат, в той час як у Півночі за різними підрахунками — 362, 364, 366 або 370 гармат. У Лі було 37 піхотних бригад, у Міда — 51

### Армія Союзу
Основною бойовою силою Союзу під час Геттісберзької кампанії була Потомакська армія, якою командував спочатку Джозеф Гукер, а з 28 червня — Джордж Мід. Армія налічувала понад 90 000 чоловік і складалася з 6 піхотних корпусів та одного кавалерійського:
- I корпус генерала Джона Рейнольдса, дивізії Джеймса Уодсворта, Джона Робінсона і Ебнера Даблдея.
- II корпус генерала Вінфілда Генкока, дивізії Джона Колдуелла, Джона Гібона і Александра Хейса.
- III корпус генерала Деніеля Сіклса, дивізії Девіда Бірна і Ендрю Хемфріса.
- V корпус генерала Джорджа Міда, дивізії Джеймса Барнса, Ромейна Ейрса і Семюеля Кроуфорда.
- VI корпус генерала Джона Седжвіка, дивізії Гораціо Райта, Ельбіона Хау і Джона Ньютона.
- XII корпус генерала Генрі Слокама, дивізії Альфеуса Вільямса та Джона Гірі
- Кавалерійський корпус генерала Альфреда Плезонтона, дивізії Джона Б'юфорда, Джадсона Кілпатріка і Макмартрі Грегга

Крім цих корпусів генералу Міду 28 червня дозволили використовувати на свій розсуд гарнізон Харперс-Феррі (бл. 10 000 чол.) або загін генерала Кауча в Гаррісбурзі. Половину гарнізону Харперс-Феррі Мід в результаті відправив до Фредеріку для охорони комунікацій.

### Армія Конфедерації
На момент початку кампанії в розпорядженні Лі було 77 518 осіб. Після він отримував деякі підкріплення, але так само і втрачав деякі війська: наприклад, три полки дивізії Ерлі були залишені в місті Вінчестер і один кавалерійський полк залишений десь у Вірджинії. Приблизно 1680 чоловік було втрачено під час стрілянини біля станцій Бренді, Вінчестера, Елді, Аппервіла і Ганновера. У результаті до початку битви при Геттісберзі Лі мав, за різними підрахунками, від 70 000 до 75 000 осіб.
- Перший корпус генерала Джеймса Лонгстріта: дивізії Лафайєта Мак-Лоузі, Джорджа Пікетта, і Джона Худа.
- Другий корпус генерала Річарда Юелла: дивізії Джубала Ерлі, Едварда Джонсона і Роберта Родса.
- Третій корпус генерала Емброуза Хілла: дивізії Річарда Андерсона, Генрі Гета і Вільяма Пендера.
- Кавалерійська дивізія Джеба Стюарта: бригади Уейда Хемптона, Фіцхью Лі, Беверлі Робертсона, Альберта Дженкінса, Вільяма Джонса, Джона Імбодена і Джона Чемблісса.

## Хід кампанії
В кінці травня 1863 року Лі був готовий почати наступ, але його зупиняло кілька обставин. Він дуже мало знав про становище армії противника і його планах, і ця обставина могла змусити уряд виступити проти початку наступу. Якби Лі покинув позиції під Фредеріксбургом, Гукер міг перекинути армію по морю в гирлі річки Джеймс, або почати наступ прямо на Річмонд. У таборах ходили чутки, що Лі замишляє «розмін королев», тобто, має намір захопити Вашингтон поки Гукер захоплює Річмонд. Найбільше Лі турбувала армія департаменту генерала Дікса, чисельністю близько 32 000 чоловік, розкидана по узбережжю в фортах Монро, Норфолку, Саффолку, Йорктауні і Вест-Пойнті. Найбільшу небезпеку представляв загін у Вест-Пойнті, який прибув туди в травні і налічував 5 000 піхоти і 100 кавалеристів. 23 травня Лі був упевнений, що Гукер готується до наступу, щоб зв'язати конфедератів боєм під Фредеріксбургом, і одночасно атакою з узбережжя захопити Річмонд. 30 травня Лі вирішив, що шанс на успішний літній наступ вже безповоротно втрачено.

### Наступ армії Лі
Лі ще сподівався на можливість почати наступ і 2 червня Лі написав президенту, що якщо наступ все ж почнеться, то він постарається діяти вкрай обережно. І в той же день прийшла звістка про те, що федеральний загін покинув Вест-Пойнт і відступив на Вірджинський півострів. Одночасно розвідка Хемптона передала відомості, з яких випливало, що Потомакська армія не замишляє наступу зараз. Це означало, що тепер можна починати наступ і можна розраховувати на перекидання дивізій Пікетта і Петтігрю з-під Річмонду на посилення основної армії. У той же день Лі викликав в штаб Юелла і видав йому докладні інструкції. На зустрічі був присутній Лонгстріт, який припустив, що генеральний бій може відбутися десь близько Калпепера. Лі сказав, що він постарається уникнути такого бою, тому що навіть в разі перемоги армія противника зможе швидко відступити до Вашингтону.
Для початку наступу було потрібно насамперед здійснити складний маневр: розвести дві армії так, щоб не спровокувати битви. В цьому випадку допомогло те, що армії були розділені річкою Раппаханок, і та обставина, що лісовий масив, знаний як Глушина, дозволяв підрозділам таємно переміщатися. Точкою збору дивізій був призначений місто Калпепер. Вранці 3 травня почали марш дивізії Маклоуза і Худа. За ними вирушили три дивізії Юелла: дивізія Роудса вранці 4 червня, і дивізії Ерлі і Джонстона 5 червня. Під Фредеріксбургом залишився тільки корпус Емброуза Хілла. Але як тільки останні підрозділи Юелла покинули висоти у Фредеріксбургу, федерали відразу почали наводити понтонний міст через Раппаханок. Це нагадувало відволікаючий маневр, але в той же день почалася потужне бомбардування, а потім невеликий підрозділ федеральної армії перейшов річку. Лі про всяк випадок призупинив марш корпусу Юелла, але вранці 6 червня федерали не підсилили свій передовий загін, тому Лі наказав Юеллу продовжувати марш, а днем сам покинув свій штаб в Гамільтон-Кроссінзі і відбув до Калпеперу.

### Реакція Гукера
Гукер дізнався про маневри противника ще 4 червня, але не відразу зрозумів, що вони означають. 5 червня він вирішив, що Лі збирається повторити Північновірджінську кампанію, тобто, обійти Потомакську армію з правого флангу і відрізати її від Вашингтону. У цій ситуації Гукер вирішив, що має сенс атакувати в напрямку на Річмонду, але його зв'язувала інструкція Галлека від 31 січня, яка забороняла йому відкривати Вашингтонський напрямок. Гукер відправив президенту лист, запитуючи думку Лінкольна з цього приводу. Але і Лінкольну, і Галлеку не сподобався цей план. Був ризик того, що Гукер перейде Раппаханок частиною армії, вплутається в бій з корпусом Хілла, а в цей час Лі атакує Потомакську армію на північному березі річки. Тому Лінкольн вважав, що треба атакувати передові корпуси Північновірджінської армії. Коддінгтон писав, що в міркуваннях Лінкольна були підстави: Хілл мав 15 000 чоловік на укріпленій позиції, і він міг триматися там якийсь час, а потім відступити на з'єднання з дивізією Пікетта і бригадою Петтігрю, які разом нараховували ще 9500 чоловік. При цьому Лі мав всі шанси атакувати Гукера з флангу і нанести йому важких втрат.

### Станція Бренді
Лі прибув в Калпепер вранці 7 червня. Там уже стояли дві дивізії Лонгстріта і три дивізії Юелла. Тут Лі знову попросив у президента перевести дивізію Пікетта з Гановер-Джанкшен на з'єднання з корпусом Лонгстріта. Одночасно він наказав Імбодену зробити кавалерійський рейд в північно-західну Вірджинію, а генералу Дженкінсу велів приготувати його кавбригади до спільних дій в долині Шенандоа. Вся інша кавалерія перебувала під командуванням Стюарта і була розкидана навколо Калпепер. Стюарт задумав влаштувати кавалерії загальний огляд 8 липня і запросив на огляд Лі. У призначений день кавалерія вишикувалася в дві лінії, розтягнувшись фронтом на 5 кілометрів. Лі проскакав повз стрій кавалерії в обидві сторони, після чого Стюарт провів імітацію кавалерійської атаки за участю кінної артилерії. «Люди і коні виглядають непогано, — зауважив Лі з цього приводу, — Стюарт був у всій своїй славі».
Гукер розцінив появу Стюарта у Калпепер як підготовку до набігу на свої лінії постачання. Тому він звелів Альфреду Плезонтону зробити диверсійний рейд силами 8 тис. кавалерії і 3 тис. піхоти з метою зірвати плани Стюарта і по можливості розбити його загін. Передбачалося нападати з двох напрямків — крило Бьюфорда з півночі через Беверлі-Форд, а крило Грегга — з півдня, через Келлі-Форд. Дивізіям Джеймса Барнса у Келлі-Форд було наказано підтримати Плезонтона, якщо буде потрібно. Гукер не припускав, що поруч може виявитися піхота супротивника, хоча знав, що дивізія Худа знаходиться недалеко від Калпепер. Якби Гукер послав на допомогу Плезонтону серйозні піхотні сили, то кавалерійське зіткнення могло б перерости в великий бій, в якому у Гукера були хороші шанси на успіх.
9 червня 05:00 кавалерія Бьюфорда перейшла Раппаханок у Беверлі-Форд, відкинула пікети і атакувала табір кінної артилерії. Капітан Джеймс Харт встиг вивести на позицію одну гармату і під її прикриттям інші батареї почали відходити. Частини кавбригади Джонса атакували федералів і затримали їх наступ, при цьому загинув федеральний командир Граймс Девіс. Зав'язалася битва у церкві Сен-Джеймс, яка затягнулася до опівдня. Опівдні загін Грегга вийшов до Бренді-Стейшн з Півдня. Коли Стюарт отримав повідомлення про це, він спочатку не повірив. «Поверніться туди і розберіться, що за ідіотизм там діється!», Велів він кур'єру, і в той же момент йому повідомили, що противник уже біля станції. Штабні офіцери за допомогою єдиного гаубиці і декількох снарядів затримали наступ Грегга на кілька хвилин і дали час підійти підкріплення від Уейда Хемптона. Зав'язався хаотичний бій, який тривав до тих пір, поки Грегг не витратив всі резерви. Атака Грегга трохи полегшила завдання Бьюфорда, але незабаром його атакувала бригада Руні Лі, який був поранений в цьому бою, але зміг відтіснити Бьюфорда.
Плезонтон повідомив Гукеру, що у Бренді конфедерати зібрали 30 000 кавалерії, які знали про напад і добре підготувалися. Гукер дав добро на відхід. До середини дня, коли стало очевидно, що два крила федеральної кавалерії не можуть з'єднатися, Плезонтон наказав відступати. О 21:00 армія Півночі безперешкодно відійшла за Раппаханок. Битва тривала 16 годин і стала найбільшим кавалерійським боєм всієї Громадянської війни. Але вона ніяк не вплинула на хід кампанії: наступ Північновірджинської армії не було призупинено, і Плезонтону не вдалося знищити кавалерію Півдня. Він втратив 866 чоловік, Стюарт — 523. Стюарт в цілому непогано керував боєм, але все ж він був захоплений зненацька і тільки затримка Грегга у Келлі-Форд дозволила йому атакувати спочатку Бьюфорда, а потім Грегга, а не мати справу з ними одночасно.
Майор Генрі Макклеллан згодом писав, що цей день «зробив» федеральну кавалерію. Мешканці півночі завжди поступалися жителям півдня в цьому роді військ і тільки тепер повірили в свої сили і в своїх командирів. Один пенсильванський кавалерист сказав, що «кавалерія почала підіймати голову».

### Вінчестер
За планом генерала Лі, корпус Юелла повинен був першим увійти в долину Шенандоа і розчистити армії шлях до річки Потомак. У разі успіху туди передбачалося перекинути і корпус Хілла. 10 червня Юелл виступив з Калпепер, обійшов федеральні пікети на річці Раппаханок, і 12 червня дивізія Роудс першою перейшла хребет Блу-Рідж через перевал Честер-Гем і увійшла в Фронт-Роял. Тут до корпусу приєдналася кавалерійська бригада Альберта Дженкінса.
На той момент сильні федеральні гарнізони стояли в місті Вінчестер і Харперс-Феррі, і ще невеликі загони були розміщені в Беррівілл і Мартінсбург. Гарнізоном Вінчестера командував генерал Роберт Мілрой. Федеральне командування наказало Мілраму не ризикувати і залишити Вінчестер, але Мілрам був упевнений, що Північновірджинська армія зав'язана під Фредеріксбургом, а напад невеликого підрозділу він зуміє відбити. У Мілроя було приблизно 6 900 осіб в місті Вінчестер і ще 1 800 в Беррівіллі.
13 червня корпус Юелла підійшов до Вінчестеру. Він направив дивізію Роудса в обхід Вінчестера, на Беррівілл, щоб відрізати федералам шляхи відступу на північ, а силами дивізій Ерлі і Джонсона підійшов до міста з півдня. Вінчестер виявився укріплений потужною системою фортів. «Ми відчували, що зловили слона, — згадував потім один з учасників походу, — і не знаємо, що тепер з ним робити». Ерлі запропонував скористатися панівної над фортами висотою і Юелл схвалив цей план. 14 червня, поки дивізія Джонсона відволікала противника атаками з півдня і сходу, дивізія Ерлі обійшла Вінчестер із заходу. Луїзіанська бригада генерала Хайса раптово атакувала і захопила один з трьох основних фортів. У ніч на 15 червня Мілрам вирішив прориватися в Харперс-Феррі. Його дивізія непомітно покинула форти Вінчестера, кинувши всі обози і артилерію. Але вранці 15 червня її зустріла вислана на перехоплення дивізія Джонсона, і в короткому бою загін Мілроя був повністю розгромлений.
Другий бій при Вінчестері став великою перемогою Конфедерації. Мілрам втратив 4443 людини, з них 4 000 полоненими. Він кинув 300 возів і близько 300 коней. У місті Вінчестер жителі півдня захопили 23 одиниць артилерії, і ще 5 дісталося їм у Мартінсбурзі. Найцінніші були 17 нарізних 3-дюймовок. Втрати Юелла були невеликі: 47 убитими, 219 пораненими і 3 зниклими безвісти.
15 червня корпус Юелла перебував під Вінчестером, а корпус Лонгстріта — в Калпепер. Лі вирішив скоротити цей розрив і наказав Лонгстріту йти на північ, в містечко Маркхам, так, щоб першою йшла дивізія Худа, за нею дивізія Мак-Лоузі, а в ар'єргарді — дивізія Пікетта. Обози корпусу передбачалося направити через ущелину Честер-Геп в долину Шенандоа. Лі розраховував, що Гукер не зважиться атакувати корпус Хілла під Фредеріксбургом, якщо у нього на фланзі буде корпус Лонгстріта. Якщо ж він атакує Лонгстріта, той зможе відступити за гори Блу-Рідж і тримати оборону на перевалах. Якщо федерали направлять свої сили проти Юелла, Лонгстріт зможе через долину Шенандоа прийти йому на допомогу. Якщо ж противник нічого не зробить, то корпус Хілла спокійно зніметься з позицій, пройде тилами корпусу Лонгстріта і першим піде на з'єднання з Юеллом.
У той же день Лонгстріт почав марш, а вже ввечері Лі дізнався, що Вінчестер взято і нічого не заважає Юеллу наступати на північ. Лі сподівався, що це наступ змусить Гукера перемістити свою армію на північ і тим самим Хілл зможе спокійно відвести свій корпус з-під Фредеріксбургу. Але Гукер вже сам почав відведення армії.
17 червня Лі звернув табір в Калпепер і відправився в Маркхам. 19 червня він пройшов через Ешбі-Геп в Міллвуд, а 20 червня розмістив свій табір за Беррівілл, на чарльстаунській дорозі.

### Битви в Лоудонській долині
Після зіткнення біля станції Бренді генерал Гукер все ще не міг зрозуміти намірів свого супротивника. 10 червня коли стало відомо, що Лі рухається на північ, він запросив дозволу діяти на свій розсуд і завдати стрімкого удару в сторону Річмонда. Але Лінкольн відразу ж відповів категоричною відмовою. Гукеру було наказано слідувати за Лі, тримаючись на його фланзі, скоротити свої комунікації і шукати нагоди для здійснення удару. 12 червня стало відомо, що Юелл і Лонгстріт пройшли Калпепер, і тоді Гукер 13 червня наказав зніматися з позицій на річці Раппаханок. Він розділив свою армію на два крила: I, III, V і XI корпусу були передані під загальне командування генерала Рейнольдса і відправлені до Манассасу, а II, VI і XII корпусу з артилерійським резервом пішли за ним. Гукер і його штаб залишилися на другому крилі.
У ці дні Гукер відчув, що втягується в персональну війну з Генрі Халлеком. Він був упевнений, що саме Халлек порадив президенту відхилити план атаки Річмонда. Саме Халлек відмовлявся передавати підкріплення Потомакській армії, чисельність якої продовжувала скорочуватися через розформування полків з завершеним терміном служби: на 1 липня армія повинна була скоротитися до 89 200 чоловік, в той час як у противника було, за підрахунками Гукера, три корпуси по 30 000 чоловік. Крім того, Халлек регулярно втручався в плани Гукера — наприклад, зажадав від нього утримувати Харперс-Феррі, що Гукер вважав безглуздим. Конфлікт навколо Харперс-Феррі в результаті став основним каменем спотикання. Вникнувши в ситуацію, Лінкольн 16 червня оголосив про пряме підпорядкування Гукера Халлеку і про обов'язковість виконання наказів Халлека.
У той же день Халлек висловив своє невдоволення розвідувальною роботою федеральної кавалерії, тому Гукер велів генералу Плезонтону прорватися через пікети противника, не зупиняючись перед втратами, і добути інформацію про становище армії генерала Лі. Виконуючи цей наказ, Плезонтон 17 червня атакував кавалерію Стюарта в Лоудонській долині і відбулася битва при Елді. Бригада Кілпатріка атакувала кавалеристів Манфорда, але не досягла успіху. Мешканці півночі втратили під Елді 305 осіб, жителі півдня — 119. В той же день Род-айлендський полк полковника Даффі обхідним маневром вийшов в тил жителям півдня і напав на штаб Стюарта в Мідлбурзі. На наступний ранок кавалерія півдня оточувала Даффі в Мідлбурзі і лише 60 осіб з 275 осіб Род-айлендського полку змогли вирватися з оточення.
18 червня Плезонтон відправив ще кілька кавалерійських загонів до гір Блу-Рідж, але їм не вдалося прорватися через пікети Стюарта. Цього дня, коли корпус Лонстріта якраз проходив Лоудонську долину, Плезонтон повідомив в штаб, що не бачить ніяких ознак піхоти противника в долині. На наступний день Плезонтон атакував, бій при Мідлбурзі багато в чому нагадувало попередню при Елді. Стюарт відбив всі атаки, а потім відступив до другої лінії оборони.
21 червня Плезонтон зробив найрішучішу спробу прориву, відому як битва при Аппервілі. На цей раз він вирішив вдатися до допомоги піхоти і покликав на допомогу дивізію Джеймса Барнса. Однак в бою він використовував тільки бригаду Стронга Вінсента. Дивізії Джона Бьюфорда було наказано обійти лівий фланг противника, але Бьюфорд не зміг виявити цей фланг і в підсумку приєднався до фронтальної атаки. Не добившись успіху, Плезонтон відвів свої частини назад до Елді.
Перестрілки в Лоудонській долині дорого обійшлися обом сторонам: федерали втратили 883 людини, конфедерати — 510. Плезонтону не вдалося прорватися до основної армії противника, але з допитів дезертирів він дізнався, що корпус Лонгстріта був тут, але пішов в долину Шенандоа, в корпус Юелла пішов до Вінчестеру минулого тижня. Тепер федеральному командуванню стало зрозуміло, що Лі концентрує армію в долині Шенандоа. Було тільки неясно, що він задумав: вторгатися в Меріленд або вдарити по Вашингтону.

### Рейд Стюарта
Дізнавшись про відступ Плезонтона, Лі вирішив 22 червня продовжити наступ на північ. Обидва корпуси Північновірджинської армії тепер стояли в долині Шенандоа, а корпус Юелла знаходився в Меріленді. Ще вранці Лі наказав Юеллу наступати на північ, через Камберлендську долину до Гаррісбургу, і взяти Гаррісбург, якщо це буде можливо. Збір продовольства для армії був позначений головною метою цього нападу. Тепер, отримавши звістки про відступ Плезонтона, Лі послав Юеллу другий лист, рекомендуючи прискорити темпи наступу і обіцяючи надіслати дивізію Андерсона в Шеппардстаун, щоб звільнити для нападу дивізію Ерлі. З урахуванням всіх доданих частин Юелл отримував армію розміром 30 000 чоловік.
Для успіху такого наступу було потрібно забезпечити кавалерійське прикриття правого (східного) флангу Юелла. Лі вже обговорював можливий перехід кавалерії Стюарта в Пенсильванію в Періс 18 червня, в присутності Стюарта і Лонгстріта. Тепер, 22 червня, Лі відправив Стюарту свій перший формальний наказ: залишити дві бригади для охорони перевалів хребта Блу-Рідж, взяти інші три бригади і вирушити з ними на з'єднання з Юеллом. Цей наказ був переправлений Стюарту через Лонгстріта, який доклав до листа свої міркування: він запропонував Стюарту зробити рейд по тилах Потомакської армії, щоб тим самим відвернути її від маневрів армії Лі. Історик Стівен Сірс припускав, що ця пропозиція була узгоджена з Лі, в той час як Воррен Робінсон вважає це особистою ініціативою Лонгстріта. 23 червня Лі відправив Стюарту другий, детальніший лист. Зміст цього листа донині викликає багато питань і суперечок, але Стюарт розцінив цей лист як підтримку ідеї рейду. Є версія, що існував і третій наказ Стюарту, але його існування нічим не доведено.
О першій годині ночі 25 червня Стюарт почав рейд, вибравши для цього бригади Хемптона, Фіцхью Лі і Чембліса. До сих пір немає єдиної думки про те, хто відповідальний за початок цього рейду. Едвард Коддінгтон вважав, що Стюарт просто скористався правом вибору, яке дав йому Лі. Стівен Сірс вважає, що Лі буквально «підписався» під цим планом і Стюарт лише виконував наказ головнокомандувача.
Прибувши до Хаймаркету, Стюарт виявив, що його маршрут перекритий колоною II корпусу генерала Генкока. Стюарт зробив по колоні кілька артилерійських пострілів і відступив до Бакланду, де став табором. Вранці 26 червня Стюарт відновив рейд і знову зустрів колону противника. Стюарт не став затримуватися і продовжив рейд, обійшовши федеральну колону. Він пройшов через Бріст-Стейшн і Брентсвілл і до кінця дня опинився біля Булл-Рана, де став табором. 27 червня він минув Аннандейл, розгромив невеликий кавалерійський загін і великий федеральний склад близько Феірфакса і зупинився там же на відпочинок на кілька годин. У той же день загін Стюарта почав шукати переправу через Потомак і виявив брід Роусерс-Форд. Стюарт перейшов Потомак 28 червня, але замість того, щоб відразу йти на з'єднання з основною армією, він повернув на схід, у бік Вашингтона. Його загін напав на канал «Чесапік-Огайо», де захопив багато судів і вантажів. У той же день вони увійшли в Роквілл, де перерізали телеграфні дроти і захопили величезний обоз довжиною майже в 8 миль. Залишок дня Стюарт чекав відсталих, збирав полонених і реорганізовував свою колону, щоб включити в неї обоз. Пізніше він писав, що лише наближення ночі завадило йому атакувати Вашингтон, а відкласти атаку до ранку означало втратити багато часу.
Вранці 29 червня колона Стюарта досягла станції Худс-Мілл, звідки Стюарт вирішив рухатися в бік Йорка. Того дня його загін встиг досягти Вестмінстера. Тут він зіткнувся з двома ротами 1-го Делаверського кавалерійського полку майора Наполеона Кнайта і переслідував його деякий час по Балтиморській дорозі. Тим часом Альфред Плезонтон наказав своїм дивізіям податися на північ на пошуки супротивника. На правому фланзі цього наступу йшла дивізія Джадсона Кілпатріка, яка увійшла в Гановер вранці 30 червня. Відразу слідом за ними в місто увійшли авангарди загону Стюарта — вони атакували хвіст колони Кілпатріка, однак федеральна дивізія перегрупувалася і відкинула Стюарта від Гановера. У битві при Гановері Стюарт втратив понад 100 осіб, Кілпатрік — 215.

### Вторгнення в Пенсильванію
Першим підрозділом, який ввійшов в Пенсильванію стала кавалерійська бригада Альберта Дженкінса. Він напевно був детально проінструктований генералом Лі щодо поведінки на окупованій території, і його дії стали свого роду зразком для всіх інших. Дженкінс прибув в Чамберсбург вночі 15 червня, розмістив бригаду в чотирьох милях на північ від міста, а на наступний ранок переніс свій штаб в Чамберсбург, в Будинок Монтгомері. Він наказав населенню здати всю особисту зброю, а на наступний день наказав відкрити всі магазини, обіцяючи, що його люди будуть купувати товари за гроші. Але скоро стало відомо про наближення федерального загону, і бригада покинула місто, при цьому її ар'єргарди з невідомої причини підпалили склад на північній околиці. Відступивши 17 червня в околиці Грінкасла, Дженкінс розіслав по всій окрузі невеликі партії для збору коней і худоби. Одночасно його люди захоплювали негрів і переправляли їх на південь; як мінімум 15 негрів були захоплені таким чином.
22 червня Дженкінс завершив свій рейд і повернувся в Грінкасл, і вранці того ж для до містечка підійшла дивізія Роберта Роудса. Роудс ще 19 червня вирушив з Вільямспорту до Хагерстауну, але отримав наказ йти до Бунсборо, імітуючи наступ на Харперс-Феррі. Він простояв два дні під Хагерстауном, чекаючи підходу дивізії Джонсона, і тільки 22 числа відновив марш і прибув в Грінкасл. Після його прибуття Дженкінс відправив загін на розвідку в сторону Чамберсбурга, і цей загін зустрів роту 1-го Нью-Йоркського кавалерійського полку під командуванням капітана Вільяма Бойда. Бойд атакував загін, відкинув його до Гінкаслу, після чого відступив, втративши двох осіб. В цей же час до Чамберсбургу підходив загін ополченців під командуванням Джозефа Кнайпа. Дізнавшись про появу дивізії Роудса, ополченці сіли на потяг і поїхали в Гаррісбург.
23 червня Дженкінс знову прибув в Чамберсбург, а вранці 24 червня в місто увійшла дивізія Роудса. Полковник Едвард Уіліс (12 Джорджіанського полку) був призначений начальником тилової поліції, і він першим ділом заборонив в місті продаж алкоголю. В цей час дивізія Джонсона наближалася до Чамберсбурга, а бригада Джорджа Стюарта пройшла Мерсенсбург і Макконелсбург, зібравши там коней, худобу і багато інших припасів. Дивізія Джубала Ерлі йшла останньою: 22 червня вона перейшла Потомак у Шепардстауна, 23 червня пройшла Кейвтаун, Уейнсборо і Грінвуд, а 25 червня Ерлі зустрівся в Чамберсбурзі з Юеллом, який зібрав дивізійних командирів на нараду для узгодження подальших дій. На нараді Юелл велів Ерлі вирушити через Геттісберг на Йорк, а Роудсу — наступати на північ, до Гаррісбурга. Вранці 26 травня Ерлі почав свій марш на Йорк, при цьому, переходячи Південні гори, затримався, щоб зруйнувати фабрику «Caledonia Iron Works», що належала радикальному республіканцеві, конгресмену Тадеусу Стівенсу. Звідти Ерлі попрямував до Геттісберга. Знаючи, що там стоїть невеликий загін ополчення, він відправив Гордона по прямій дорозі через Кештаун, а решта бригади повів по бічній Мамсбурзькій дорозі, щоб вийти у фланг федералам. Бригада Гордона зустріла в Геттісберзі 26-й Пенсільванський полк ополчення (750 чол.) Під командуванням полковника Вільяма Дженнінгса, який відразу ж кинувся навтіки. Ерлі захопив 175 полонених, яких умовно звільнив на наступний день. В цьому бою загинув капрал Джордж Сенді, який став першим федеральним військовим, який загинув при Геттісберзі.
В Геттісберзі Ерлі зажадав видати йому 1000 пар взуття і 500 капелюхів, але в місті запитаної кількості не виявилося. Було виявлено приблизно 2000 армійських раціонів, які роздали бригаді Гордона. На наступний день бригада Гордона виступила на Йорк по основній дорозі, а інші бригади — по паралельній дорозі північніше. Увечері він встав табором не доходячи до Йорку, і тут його зустріла депутація міста, яка формально здала йому Йорк. 28 червня Ерлі увійшов в Йорк і зажадав 2 000 пар взуття (отримав тільки 1 500) та 100 000 $, але городяни змогли зібрати лише 28 600 $. Частина цих грошей потім пішла на закупівлю худоби. У Йорку Ерлі наказав Гордону вирушити з його бригадою до Райтсвілла і захопити міст через річку Саскуеханна (а не зруйнувати його, як наказав Юелл). Після цього Гордону було наказано перейти річку і атакувати Гаррісбург з тилу, в той час як інші корпуси Юелла нападуть на місто з фронту. Гордон відправився в Райтсвілл, де загін ополчення приблизно в 1000 чоловік, що займає передмостові укріплення. Гордон відкрив по укріпленню вогонь з двох 20-фунтових парротів, захоплених в місті Вінчестер, і загін відступив за річку, встигнувши при цьому підпалити міст. Вогонь перекинувся на місто, так що Гордону довелося зайнятися гасінням пожеж. У цій перестрілці з боку федералів загинула одна людина.
Тим часом основна колона корпусу Юелла йшла на Гаррісбургу. 25 червня о 01:00 бригада Деніела виступила з Чамберсбурга і о 05:00 нагнала Дженкінса в Шіппенсбурзі. На наступний день підійшли інші бригади і 27 червня вся дивізія досягла Карлайла. У той же день підійшла дивізія Джонсона. З якоїсь причини Юелл не став спалювати Карлайлські казарми, і навіть припинив розграбування армійських будівель цивільними особами. В цілому Юелл намагався слідувати зазначеної політики окупації, причому слідував духу і букві наказу. 26 червня, коли останні бригади Юелла покидали Чамберсбург, з півдня в нього увійшла бригада Генрі Гета — перша бригада корпусу Хілла. Корпус пройшов до міської площі, повернув на захід і став табором у Фаєтвіллі. Корпус Лонгстріта відставав приблизно на день: 26 червня він встав табором на південь від Грінкасл, а 27 червня був на південній околиці Чамберсбурга. Генерал Лі слідував разом з корпусом Хілла і розмістив свій штаб в Мессерсміт-Вудс (Зараз це місце знаходиться в Чамберсбурзі, на дорозі US 30, в 0.1 милі на захід від Coldbrook Ave.).
Коли Юелл прибув в Карлайл, він зробив його своєю базою для розвідувальних рейдів в напрямку Гаррісбургу. Вранці 28 червня кавбригада Дженкінса прибула в Механіксбург і захопила місто після короткої перестрілки з пенсильванською кавалерією. Звідти він вирушив на невелику висоту, розташовану в 4-х милях на південний захід від Гаррісбурга, де і став табором. Вранці Дженкінс разом з інженером з штабу Юелла ознайомились з підходами до Гаррісбурга і оглянули здалеку укріплення міста. Ще днем Юелл був не в курсі планів генерала Лі, але був упевнений, що зможе взяти Гаррісбург без великих труднощів. Він уже практично почав наступ на Гаррісбург, коли прийшов наказ покинути Карлайл і йти на з'єднання з основною армією.

### Гукер переходить Потомак
З 17 по 24 червня Гукер не робив маневрів. Він чекав, коли з дій противника стануть зрозумілі його наміри. Його корпуси займали позицію фронтом на захід: II корпус Генкока стояв у Торуфеір-Геп, V корпус Міда — при Елді-Геп, а XII корпус Слокама був відправлений в Лісбург. Коли Генкок прибув в Лісбург, він першим ділом почав наводити понтонний міст у Едвардс-Феррі. До 22 червня Гукер вже знав, що два корпуси Північновірджинської армії знаходяться десь близько Вінчестера, в корпус Юелла перейшов Потомак. Гукер вирішив відправити кілька корпусів своєї армії в Меріленд, щоб відрізати Юелла від основної армії. Насамперед він замінив командувача в Харперс-Феррі генерала Тайлера на Френча, якому більше довіряв. Пізно вночі 23 червня він наказав Ховарду перейти всім корпусом (XII) Потомак і рухатися до Харперс-Феррі. Однак, днем 24 червня Хукер скасував цей наказ. Увечері він знову наказав перейти Потомак, але залишитися на північному березі охороною. Потім прийшов новий наказ: слідувати в Сенді-Хук (біля Харперс-Феррі). Ховард вже почав цей марш коли наказ знову був скасований. Едвард Коддінгтон писав, що коливання Гукера показують, що він цілий день не знав, що робити зі своєю армією.
Хоча кавалерія Плезонтона не змогла прорватися через заслони Стюарта, Гукеру все ж вдавалося отримувати інформацію про переміщення армії противника. В цьому була заслуга щойно сформованого Бюро Військової Розвідки, яким на той час керував полковник Джордж Шарп. Йому вдалося навербувати достатню кількість цивільних і військових інформаторів, які слали йому повідомлення про те, що відбувається. Дещо передавав і Мілрам з Вінчестера. І все ж Гукер поки не розумів задумів генерала Лі. 24 червня прийшло повідомлення від сигнальної станції на Мерілендських висотах:
| СИГНАЛЬНА СТАНЦіЯ НА МЕРІЛЕНДСЬКИХ ВИСОТАХ, 24 червня, 10:40 Генералу Слокаму: Великі обози переправляються при Шарпсбурзі. Артилерія і основний обоз проходить повз Чарльзтауна на Шефедстаун. Фішер, лейтенант сигнального корпусу Оригінальний текст (англ.) – MARYLAND HEIGHTS SIGNAL STATION, June 24--10.40 a.m. General SLOCUM: Large trains are crossing at Sharpsburg. Artillery and general trains are passing near Charlestown toward Shepherdstown. FISHER, Lieutenant, Signal Officer — Рапорт Нортона |

Отримавши цю інформацію, Гукер вагався ще деякий час, після чого зрозумів, що відрізати Юелла від армії не вийшло просто тому, що вся армія Лі вже перейшла за Потомаком. Гукер змінив плани і вранці 25 червня наказав почати марш на північ, за Потомаком. Він знову призначив Рейнольдса командиром військової армії і послав йому відправити корпуси I, III і XI до Міддлатуна разом з кавалерією Стейхла, і зайняти ущелину Південних гір. Це було необхідно, щоб армія могла йти на Фредерік, не побоюючись бути атакованою з лівого флангу. Корпус Ховарда першим перейшов Потомак в 03:45. Кавалерія Стейхла перейшла річку в Янг-Айленд-Форд. І корпус перейшов річку в день, а III корпус прибув до річки вже в ночі, але отримав наказ продовжити марш в ночі. До полудня 26 червня корпус прийшов до річки Монокасі. Кавалерія зайняла перевалами в горах, але Рейнольдс залишився невдоволений генералом Штайохлу і 26 червня Гукер відправив Стейхла в Пенсильванію, в розпорядження генерала Кауча.
Решта корпусу Гукера перейшли Потомак 26 червня (XII корпус перейшов першим о 03:00). В силу особливостей географії Гукер був змушений переправляти всю свою армію через одну єдину переправу. Лі, який переходив Потомак приблизно в ці ж дні, був у вигідномішу становищі: він використовував дві переправи і дві колони його армії могли йти на північ, не заважаючи один одному. Проблеми Гукера посилила погода: 26 червня почався дрібний дощ. І все ж переправа пройшла без втрат і до вечора 27 червня вся Потомакська армія перебувала в Меріленді, близько Фредеріка і Міддлтауна.

### Лі переходить Потомак
Лі майже тиждень простояв в долині Шенандоа, спостерігаючи за ситуацією в Лоудонській долині і чекаючи підходу корпусу Хілла. Його продовжувала турбувати проблема постачання. Найближчі станції залізниці знаходилися в Калпепер і Стаутоні, тому армію доводилося утримувати за рахунок місцевого населення. Коли 21 червня перша дивізія Хілла (дивізія Гета) прийшла в Беррівілл, корпус Юелла вже пішов в Камберлендську долину, але Лі розумів, що навіть два корпуси за рахунок долини Шенандоа довго прогодувати не вдасться. Частково тому він 22 червня направив Юелла далі на північ, а Стюарта — слідом за ним. Дивізія Андерсона з корпусу Хілла була направлена в Шефердстаун, щоб змінити там дивізію Ерлі, а Ерлі таким чином зміг би піти на посилення інших корпусів Юелла. Андерсон прийшов в Шефердстаун 23 червня і перейшов Потомак на наступний день (саме його переправу помітила станція на Мерілендських висотах).
Поки армія Гукера стояла на південь від річки Потомак, Лі міг без перешкод здійснювати рейди в Пенсильванію і збирати там продовольство для армії. Але Гукер був занадто близько до переправ. Якби він зміг стрімким кидком піти за Потомак і вклинитися між Північновірджинською армією і корпусом Юелла (про що Гукер дійсно думав), Лі виявився б в складному становищі. Він уже потрапив в такий стан в ході Мерілендського кампанії і не хотів ризикувати ще раз. Тому він вирішив відправити свою армію двома колонами на північ, за Потомак, щоб опинитися ближче до корпусу Юелла. «Успіхи Юелла зробили необхідним, щоб вся інша армія опинилася поруч з ним», писав Лі в рапорті.
Лонгстріт 23 червня отримав наказ наступати на північ через Берревілл, Мартінсбег до Вільямспорту і почав марш вранці 24 червня. Першою йшла дивізія Пікетта, за нею артилерійський резерв, потім дивізія Худа і потім дивізія Мак-Лоузі. Сам Лі звернув штаб в Беррівілл і приєднався до дивізії Пікетта, проїхавши деякий час поруч з генералом Еппою Хантоном, який тимчасово командував бригадою Річарда Гарнетта. Увечері 25 червня перші бригади Лонгстріта перейшли Потомак, а 26 червня перейшли інші частини корпусу. Генерал Лі разом з Лонгстрітом і Пікеттом перейшов річку дощового ранку 25 червня і став табором у гаю за 5 кілометрів від Вільямспорту.
У ці дні Лі найбільше хвилювали можливі дії Гукера. Він знав, що федерали навели міст в Едвардс-Феррі і турбувався, що Гукер випередив його на шляху в Пенсиільванію. З іншого боку, він сподівався, що Гукер піде за Потомак і відведе армію з Вірджинії. Ще 23 червня Лі написав президенту, що результатом кампанії може бути як мінімум відступ Гукера і зрив його планів на літній наступ. У тих же листах Лі радив президенту передати йому в посилення бригаду Монтгомері Корсе, а генерала Борегара відправити в Калпепер, щоб Гукер виділив хоча б частину сил для прикриття Вашингтона з півдня.
Переправа через Потомак зайняли близько доби, і вранці 26 червня Лі попрямував через Хагерстаун на Чамберсбург, куди також направлялися корпуси Лонгстріта і Хілла. У Чамберсбурзі він зустрів генерала Хілла. За Чамберсбургом, при дорозі на Геттісберг, в містечку Шаттерс-Вудс був тимчасово обладнаний штаб армії. Тут були прийняті деякі заходи для забезпечення безпеки місцевого населення — наприклад, офіцером заборонялося входити в Чамберсбург без спеціальної перепустки.
27 і 28 червня армія стояла табором біля Чамберсбургу; Лі очікував Стюарта, без якого продовжувати наступ здавалося небезпечно. Однак він не отримав ніяких новин про Стюарта, про противника, і навіть про свої ар'єргардні кавбригади. Він наказав Юеллу наступати на Гаррісбург, і збирався направити корпус Хілла туди ж. До кінця дня 28 червня відсутність новин стало його серйозно турбувати. Стюарт був йому вкрай необхідний на правому фланзі оскільки, за словами Фрімана, «це була основна місія Стюарта і фундамент всього плану операції, оскільки класичною пересторогою при вторгненні є наявність надійного кавалерійського прикриття між своєю армією і противником».
О 10 годині вечора 28 червня прибув офіцер зі штабу Лонгстріта і повідомляв, що прибув шпигун Генрі Харрісон, який працював на Лонгстріта. Лі не був схильний довіряти такого роду інформаторам, але через брак альтернативи він особисто допитав Харрісона. Той повідомив, що противник перейшов Потомак і що він особисто бачив два корпуси близько Фредеріка і два близько Південних Гір. Харрісон також повідомив, що новим командувачем Потомакської армії призначений генерал Мід.

### Зміна командування Потомакської армії
27 червня армія Гукера займала зручну позицію між Фредеріком і Міддлтауном. Хороші дороги, залізниця і канал з'єднували його з базою в Вашингтоні, Потомак прикривав лівий фланг, а Південні Гори — фронт. Тут він і розробив свій план протидії противнику. Він вирішив рушити на захід уздовж північного берега Потомаку, з'єднатися з гарнізоном Харперс-Феррі і завдати удару по ар'єргарду Північновірджинської армії в Камберлендській долині. Він розраховував зібрати 25 000 чоловік (за його словами), «відправити їх в тил Лі, перерізати його комунікації, зруйнувати мости і захопити його обози, а потім повернутися до основної армії для битви». Цей план був розроблений Говернором Ворреном і письмово викладено Гукеру 24 червня. «Ця пропозиція базується на тій ідеї, що ми не маємо наміру обійти його армію і вибити її з Меріленду, як було в минулому році, а хочемо лише перешкодити його маневрів, погрожуючи флангу і тилу», писав Воррен.
Гукер не сформулював цей задум у формальний наказ і не виклав його корпусним командирам з міркувань таємності. Однак він почав виконувати цей план і 25 червня направив XI корпус в долину між Катоктін і Південними Горами, а 26 червня надіслав туди ж I і XII корпуси. Кавалерійська дивізія Джуліуса Стейхла пройшла на захід через Фредерік і зайняла ущелини Кремптона в Південних горах. 26 червня Гукер особисто приїхав в Харперс-Феррі, щоб вивчити місцевість. Однак, ці задуми почали турбувати Лінкольна і Халлек, яким здавалося, що такий маневр відкриває шлях на Вашингтон.
Для здійснення своїх планів Гукер збирався залишити Харперс-Феррі і приєднати його гарнізон (дивізію генерала Френча) до своєї армії. Але 27 червня Халлек заборонив залишати Харперс-Феррі без крайньої необхідності. Щобільше, він надіслав Френчу листа з розпорядженням: «Не звертайте уваги на накази генерала Гукера». Це була свідома образа, тому що Халлек знав, що Френч покаже цей лист Гукеру. Почалося емоційне листування, в ході якого Гукер написав Халлеку, що поставлений в ситуацію, яка не дозволяє виконати дане йому завдання, і тому запросив відставку:
| СЕНДІ ХУК, 27 червня 1863 року, 13:00 (отримано 15:00) Початкові інструкції вимагають від мене прикривати Харперс-Феррі і Вашингтон. Тепер я маю перед собою ще й противника, що перевершує мої сили. Я прошу бути зрозумілим, шанобливо, але твердо: в таких умовах я не можу виконувати ці завдання і щиро прошу звільнити мене, нарешті, від займаної мною посади. Оригінальний текст (англ.) – SANDY HOOK, June 27, 1863, 1 p.m. (Received 3 p.m.) My original instructions require me to cover Harper's Ferry and Washington. I have now imposed upon me, in addition, an enemy in my front of more than my number. I beg to be understood, respectfully, but firmly, that I am unable to comply with this condition with the means at my disposal, and earnestly request that I may at once be relieved from the position I occupy. — Переписка Гукера |

Халлек відповів, що не уповноважений звільняти генералів, призначених президентом. Однак, він давно шукав приводу позбутися Гукера (за свідченням начальника його штабу, Джорджа Каллума), і військовий секретар Стентон з президентом Лінкольном також поділяли його недовіру. Якась слабка віра в Гукера ще жила, але прохання про відставку в критичний момент кампанії підірвала її остаточно. Запит Гукера адміністрація президента зустріла з тривогою і полегшенням одночасно. Момент для зміни командування був вкрай невдалий, і згодом багато істориків засуджували це рішення як несвоєчасне. Ухваливши це ризиковане рішення, Лінкольн постарався здійснити його швидко, без широкого розголосу, і навіть без попереднього обговорення з Кабінетом.
У той же вечір був складений Генеральний наказ № 194 про відсторонення Гукера і призначення на його місце Джорджа Міда.
Генерал Джордж Мід ще в травні (під час змови проти Гукера) розглядався генералами Потомакської армії як найвірогідніший кандидат на пост головнокомандувача. Імовірність заміни Гукера на Міда існувала все літо, але 25 червня Мід написав дружині, що його шанс явно упущений. Головною перешкодою йому бачилося відсутність прихильників в уряді, які могли б проштовхнути його кандидатуру. Однак же, писав Мід, ніхто не може назвати його інтриганом, що пробиває собі дорогу критикою попередників і вищого керівництва. Мід вирішив не переживати з приводу ймовірного підвищення і просто чекати розвитку подій.
Мід прибув зі своїм корпусом під Фредерік ввечері 27 червня, поїхав на зустріч з Гукером, але не знайшов його, і повернувся в свій штаб. Вночі, о 03:00, до нього з'явився полковник Джеймс Харді зі штабу Халлека, який повідомив, що приніс погані новини. Мід спочатку вирішив, що прийшов наказ про його арешт або відсторонення від командування, і вигукнув, що його совість чиста і він не знає за собою ніяких проступків. Харді передав йому наказ президента про призначення його командувачем армією. До цього наказу додавався лист Халлека, в якому містилися рекомендації, поради та пояснення нових повноважень Міда. Халлек рекомендував Міду розташувати армію так, щоб прикривати Вашингтон і Балтімор, і, якщо Лі попрямує до цих міст, то перехопити його і дати йому бій. В межах цього завдання Міду дозволялось діяти на свій розсуд. Це означало, що Мід ні за яких обставин не міг відкрити напрямок на Вашингтон без ризику бути відстороненим від командування за порушення інструкції.
У цьому ж листі Халлек давав Міду одне важливе право, якого раніше не мали командири Потомакської армії: він дозволив Міду усувати від посади будь-якого офіцера без узгодження з президентом і призначати нових офіцерів без урахування їх старшинства. Так само він отримав право прибрати з армії будь-якого офіцера і будь-яку цивільну особу (напр. Журналістів) на свій розсуд. Ці нові повноваження сильно підвищили ефективність управління армією і Мід широко користувався ними згодом.
Насамперед Мід разом з Харді і сином вирушив до Гукера. Харді передав Гукеру наказ про усунення, після чого обидва генерала сіли обговорити ситуацію, а незабаром до них приєднався і Баттерфілд. Ймовірно, Гукер виклав Міду суть свого конфлікту з Халлеком через Харперс-Феррі, розповів йому про розташування корпусів армії, але нічого не повідав про позицію противника і не поділився ніякими планами. Ймовірно, що у Гукера не було планів, і він припускав імпровізувати по ходу розвитку подій. Мід покинув штаб з сумним виразом обличчя і сказав синові: «Що ж, Джордж, ось я і командир Потомакської армії».
О 07:00 Мід відправив Халлеку офіційне повідомлення про прийняття командування. Гукер залишився в штабі до 18:00, він склав прощальне звернення до армії і потім відбув в Балтімор за подальшими розпорядженнями. Мід ж, згідно з традицією, повинен був насамперед замінити начальника штабу. Він викликав на переговори Сета Вільямса, Говернора Воррена і Ендрю Хемфріс, але всі вони відмовилися прийняти посаду з різних причин. Мід був змушений попросити Баттерфілда залишитися на посаді на деякий час. Мід так само залишив на своїх місцях Генрі Ханта (шефа артилерії), Марсену Патріка (начальника тилової поліції) і Руфуса Інгаллса (квартирмейстера армії).
Приймаючи командування, Мід повідомив Халлеку, що збирається наступати на північ, щоб не дати противнику перейти Саскеханну. Для цієї мети Мід почав зосереджувати корпусу армії біля Фредеріка. XII корпусу було наказано прийти під Фредерік і в полудень корпус був на місці. VI корпусу було наказано рухатися з Пулсвілла по дорозі на Балтімор до Нью-Маркета. III корпусу було наказано встати на північний схід від Фредеріка. II корпусу було велено встати в трьох милях на південь від Фредеріка. Генералу Рейнольдсу було наказано так само відправити три корпуси, що знаходяться під його командуванням, до Фредеріку. Одночасно Мід вирішив реорганізувати кавалерію, щоб підвищити її ефективність. Порадившись з Плезонтоном, він запросив Халлека зробити відразу трьох капітанів в бригадні генерали. Це були Елон Фарнсворт, Джордж Кастер і Уеслі Меррит. Плезонтон перетворив кавалерійську дивізію Стейхла в Третю Дивізію свого кавалерійського корпусу, призначив командиром Джадсона Кілпатріка, передав дві бригади цієї дивізії Фарнсворту і Кастеру, а Мерріт очолив бригаду в дивізії Джона Бьюфорда. Кінна артилерія була зведена в дві бригади під командуванням Джеймса Робертсона і Джона Тідболла.
Вдень Мід отримав лист від Халлека, в якому говорилося, що Мід може використовувати в своїх цілях гарнізон Балтімора і загін Кауча в Гаррісбурзі. Халлек так само повідомив про рейд Стюарта, який знаходився біля Вашингтона, і з яким генерал Хейнцельман, командир столичного гарнізону, не міг протидіяти через відсутність кавалерії. Мід розпорядився відправити на перехоплення Стюарта дві кавалерійські бригади, але в іншому не став надавати цій події великого значення. Міда найбільше турбувала дивізія Френча в Харперс-Феррі. Генерал Баттерфілд наполягав на тому, що її потрібно якомога швидше відвести з Харперс-Феррі і приєднати до основної армії. Мід теж прийшов до думки, що Харперс-Феррі утримувати безглуздо, тому ввечері 28 червня наказав Френчу евакуювати все федеральне майно в Вашингтон під охороною загону в 3000 чоловік, а іншу частину дивізії відправити на з'єднання з Потомакською армією. Мід не став чекати санкції Халлека, пославшись на те, що телеграфні лінії пошкоджені кавалерією Стюарта. Френч в результаті вирушив із загоном 6 000 осіб у Фредерік, але прийшов туди лише вдень 1 липня.
Отримавши в своє розпорядження всю Потомакську армію, Мід повинен був організувати її наступ на північ. Це була складне логістичне завдання, оскільки армія складалася з семи піхотних корпусів, кожен з яких, з обозами і артилерією, займав від 10 до 18 миль дороги. Мід ретельно спланував маршрут кожного корпусу, розраховуючи, що армія пройде 25 миль на північ від Фредеріка за два дні (потім термін скоротили до одного дня) і до кінця дня 29 червня займе позицію між Еммітсбургом і Вестмінстером. За 24 години Мід зумів завершити всі приготування і підготувати армію до старту вранці 29 червня. Генерал Хемфріс згодом писав, що ніколи ще армія не справлялася так вміло. Попри окремі накладки і затримки, армія виконала поставлене завдання і до вечора 29 червня II корпус прийшов в Юніонтаун, I і XI в Еммітсбург, а дві кавалерійські дивізії стояли в Феірфілді і Літтлтауні на передовій позиції. Мід не знав планів противника і посилив свій лівий фланг на випадок, якщо жителі півдня раптово перейдуть Південні гори. Сам Мід розмістив штаб в Мідлбурзі і там склав маршові накази на 30 червня. Він скоротив темп наступу: штаб повинен був переміститися всього на 6 миль на північ від, в Тенейтаун.
Події 30 червня змусили Міда змінити плани. Він дізнався, що противник переміщається в напрямку на Геттісберг. Мід вирішив ще більше посилити лівий фланг і направив II корпус в Тенейтаун, а III корпус в Еммітсбург. Рейнольдс отримав повноваження розпоряджатися всіма трьома корпусами (I, XI, III). Дивізія Бьюфорда ще 29-го числа була відправлена Плезонтоном в Геттісберг, і по шляху Бьюфорд, ймовірно, розмовляв з Рейнольдсом в Еммітсбурзі. О 11:00 Бьюфорд прибув в Геттісберг, де дізнався про наближення піхоти противника. Він відразу ж повідомив про це Рейнольдса. Той ще не знав, звідки саме чекати головного удару і про всяк випадок перемістив I корпус до мосту через Марш-Крік, а штаб корпусу розмістив біля мосту в таверні Моріца.
До 23:00 він разом з Ховардом очікував наказів від Міда на наступний день, але так і не отримав їх.

### Пайп-Крикський циркуляр
30 червня штаб Міда прибув в Тенітаун (Меріленд), де Мід видав два важливих накази. У першому він розпорядився почати загальний наступ до Геттісберга 1 липня. (Від Геттісберга до корпусів його армії було від 5 до 25 миль). Другий наказ, знаний як Пайп-Крикський Циркуляр, вимагав звести оборонні укріплення на річці Біг-Пайп-Крик. Мід подумував про те, щоб зайняти ці позиції, в надії, що Лі атакує їх. У разі розгрому при Геттісберзі ці позиції могли б допомогти утримати вашингтонський напрямок. Позиція на Пайп-Крик розумілася їм як основна, і лише 2 липня, переконавшись в тому, що позиція під Геттісбергом досить вигідна, він вирішив не відходити до річки Пайп-Крик. Уже після війни Пайп-Крикський Циркуляр був використаний ворогами Міда для його дискредитації. Міда звинуватили в нерішучості і готовності відступити з позиції під Геттісбергом. Були свідчення, що він уже ухвалив рішення про відступ, і тільки атака корпусу Лонгстріта 2 липня перешкодила цьому.
Згідно циркуляру, армія повинна була зайняти позицію фронтом від Мідлбурґу до Манчестера. На цій позиції армія прикривала дороги на Балтімор і Вашингтон, а ланцюг висот, знаний як Паррс-Рідж давав армії запасну позицію на випадок відступу від Пайп-Крику. У циркулярі Мід вказав, що ця позиція призначена для відбиття атаки, і що розвитку подій в будь-який момент може привести до того, що армія почне наступ з цієї позиції. З іншого боку, Мід вказав, що збирається наступати тільки в тому випадку, коли це буде однозначно вигідно. Мід не намагався наступати до Геттісберга ще й тому, що не знав точно, де саме Лі перейде Південні Гори. Лі міг перейти їх на південь від Кештауна і по дорозі Вейнсборо — Вестмінстер вийти у фланг армії Міда. З цієї точки зору позиція на Пайп-Крик була вигідніша, ніж позиція під Геттісбергом. Але в будь-якому випадку, цей циркуляр говорить про те, що Мід думав переважно про оборону, віддаючи Лі ініціативу.

### Концентрація Північновірджинської армії
Коли 28 червня о 10:00 генерал Лі дізнався від Харрісона про близькість Потомакської армії, він відразу ж скасував наступ на Гаррісбург і відправив Юеллу новий наказ. У ньому він повідомив, що Гукер перейшов Потомак, тому Юеллу необхідно повернутися в Чамберсбург. Цей лист Юелл отримав, ймовірно, вранці. Але за ніч Лі змінив план. Донесення Харрісона згадувало про два федеральні корпуси біля Південних Гір — ці корпуси могли перерізати комунікації Північновірджинської армії. Лі не залежав від поставок продовольства, але потребував в регулярному підвезенні боєприпасів. План федерального вторгнення в Камберлендську долину дійсно існував, але був скасований після зсуву Гукера. Лі не знав цього, тому вранці, о 07:30, він відправив Юеллу другий наказ: він велів йому йти до Хейдлерсбурга, а звідти прямувати до Геттісберга або Кештауна. Позаяк дивізія Джонстона вже виступила з Карлайла на Чамберсбург, то Джонстону було наказано слідувати до Шіппенсбургу, а там повернути на Кештаун.
Одночасно Лі відправив інші дивізії своєї армії на схід від Чамберсбургу. Найбільше його турбувала відсутність Стюарта і його кавалерії. Вранці 29 червня офіцер, який прибув з Вірджинії, повідомив, що за його даними, ще 27 червня Стюарта бачили в Вірджинії. Лі був здивований і сильно стривожений. Весь день він питав, чи немає новин про кавалерії, але нічого не дізнався. З'ясувалося, що кавалерійські бригади Робертсона і Джонса з якоїсь причини залишилися в долині Шенандоа. Через це коней бракувало навіть для фуражировок, і доводилося використовувати для цього коней з артилерійського обозу.
Корпус Хілла почав марш вранці 29 червня. Дивізія Генрі Гета йшла першою і прибула в Кештаун ввечері, опинившись на відстані восьми миль від Геттісберга. У Гета утворився цілий вільний день (до підходу інших дивізій) і він вирішив витратити його на рейд в Геттісберг, щоб роздобути там продовольства або взуття. Для цих цілей він вибрав бригаду Джеймса Петтігрю. Гет попередив його, що в Геттісберзі можуть виявитися ополченці, але якщо раптом там виявляться частини Потомакської армії, Петтігрю не повинен вплутуватися в бій. Вранці 30 червня Петтігрю відправився в Геттісберг, взявши з собою 55-й Вірджинський піхотний полк для підтримки. На підході до Геттісберга вони зустріли людину, яку лейтенант Льюїс Янг (ад'ютант Петтігрю) потім назвав шпигуном Лонгстріта. Стівен Сірс припустив, що це міг бути Харрісон. Від нього Петтігрю дізнався, що до міста підходить федеральна кавалерія, тому, опитавши ще деяких місцевих жителів, він повернув бригаду в Кештаун і доповів про положення Гету.
В офіційному рапорті Генрі Гет написав так:
| Вранці 30 червня я наказав бригадному генералу Петтігрю направити його бригаду до Геттісбергу і вивчити місто на предмет припасів (особливо взуття) і повернутися в той же день. Досягнувши околиць Геттісбергу, генерал Петтігрю виявив біля міста великі сили кавалерії, посилені піхотою. За цих обставин він вважав небажаним входити в місто і відступив до Кештауну. Результати спостережень генерала Петтігрю були передані генерал-лейтенанту Хіллу, який прибув в Кештаун ввечері 30-го. Оригінальний текст (англ.) – On the morning of June 30, I ordered Brigadier-General Pettigrew to take his brigade to Gettysburg, search the town for army supplies (shoes especially), and return the same day. On reaching the suburbs of Gettysburg, General Pettigrew found a large force of cavalry near the town, supported by an infantry force. Under these circumstances, he did not deem it advisable to enter the town, and returned, as directed, to Cashtown. The result of General Pettigrew's observations was reported to Lieutenant-General Hill, who reached Cash-town on the evening of the 30th. — Рапорт Генрі Гета |

Хілл і Гет з недовірою сприйняли повідомлення Петтігрю, оскільки у цього офіцера не було військової освіти і бойового досвіду. Хілл сказав, що він тільки що радився з генералом Лі і у того є інформація, що противник стоїть під Мідлбурґом і не звернув табір. Тоді Петтігрю запросив лейтенанта Янга, якого Хілл добре знав. Янг підтвердив, що помічена в Геттісберзі кавалерія дійсно виглядає, як добре тренований підрозділ, а не як ополченці. Хілл все ще сумнівався, але дозволив Гету відправитися вранці в Геттісберг і розібратися, що там відбувається.
Першим в Кештаун йшов корпус Хілла, за ним — корпус Лонгстріта. Річард Юелл отримав цей наказ і передав його дивізійним командирам, але кавалерійська бригада Дженкінса отримала цей наказ тільки через добу — і це затримало Дженкінса на шляху до Геттісберга.

### Битва під Геттісбергом
Основна стаття: Битва під Геттісбергом

#### День перший
Вранці 1 липня дивізія Генрі Гета вирушила в Геттісберг, щоб, як було погоджено з корпусним командиром, з'ясувати ситуацію в містечку і запастися взуттям. Слідом за Гетом генерал Хілл відправив дивізію Вільяма Пендера і артилерійський батальйон Девіда Мак-Інтоша. Разом це були вельми великі сили, які цілком могли втягнути армію в великий бій. Хілл ніде не пояснив, навіщо він відправив до Геттісберга цілих дві дивізії і чи було це узгоджено з головнокомандувачем. Гет почав марш о 05:00, але стартова точка його маршу невідома. О 07:30 голова колони вийшла до мосту через Марш-Крік і в цей час пікети Бьюфорда зробили перший постріл по колоні.
Гет розгорнув війська в бойову лінію (на що у нього пішло приблизно 90 хвилин) і почав наступ на хребет Херр-Рідж. Зайнявши хребет, він побачив федеральні війська на наступному хребті. Замість того, щоб відступити або зайняти оборонну позицію, Гет наказав бригадам Арчера і Девіса атакувати. Федеральна кавалерія зайняла оборону на хребті Мак-Ферсона, і в цей час до них підійшли дві бригади I корпусу разом з генералом Джоном Рейнольдсом. Конфедерати атакували хребет Мак-Ферсона, але були відбиті, при цьому в полон потрапив генерал Арчер. Федерали втратили генерала Рейнольдса, який здав командування на поле бою генералу Даблдею.
Гет відвів бригади назад на хребет Мак-Ферсона, і в битві утворилася пауза. На поле бою прийшли всі три дивізії I корпусу і весь XI корпус Олівера Ховарда. Тим часом дві дивізії корпусу Юелла наближалися до Геттісберга з півночі: дивізія Роудса по Мамсбурзькій дорозі і дивізія Ерлі по Гаррісбурзькій дорозі. Близько 14:00 Роудс вийшов на поле бою і атакував фланг I корпусу. Ця атака була відбита з важкими втратами. Генерал Лі тільки що прибув на поле бою; він бачив атаку Роудса, і генерал Гет запропонував йому підтримати Роудса, але Лі не дав згоди на це, все ще сподіваючись уникнути генеральної битви.
О 16:00 дивізія Ерлі підійшла по Гаррісбурзькій дорозі до річки Рок-Крік і атакувала корпус Ховарда. Корпус кинувся навтіки. Роудс знову послав в атаку свою дивізію, і в цій ситуації Лі зрозумів, що бій неминучий, і наказав Гету атакувати: Гет послав в бій бригади Брокенбро і Петтігрю. I корпус відступив на Семінарський хребет, і тоді Лі послав в бій свіжу дивізію Вільяма Пендера. Атаковані з трьох напрямку, I і XI федеральні корпусу стали відступати через Геттісберг на Цвинтарний пагорб.
Тепер Північновірджинській армії треба було зробити наступний крок, але до нього ніхто не був готовий, тому що ніхто не очікував і не хотів бою цього дня. Хілл вирішив, що його дивізії зазнали серйозних втрат і посилати їх на штурм пагорба ризиковано. Генерал Роудс теж не наважився штурмувати пагорб. Річард Юелл вирішив, що Цвинтарний пагорб — занадто сильна позиція і атакувати її без підтримки дивізій Хілла небажано. У підсумку, зайнявши Геттісберг, жителі півдня витратили дві години часу, але так і не прийшли до якого-небудь рішення.

#### День другий
Рано вранці 2 липня генерал Джордж Мід мав на позиціях вже 4 корпуси. II корпус генерала Генкока був розміщений на цвинтарних пагорбах, а III корпусу генерала Дена Сіклса було наказано зайняти позицію лівіше Генкока.
Того ранку генерал Лі вирішив атакувати лівий фланг Потомакської армії. З ранку, близько 04:00, він відправив на розвідку штабного офіцера Самуеля Джонстона. Джонстон повернувся через три години, доповівши, що вивчив всю місцевість аж до того, що піднявся на висоту Літл-Раунд-Топ. Сам зміст цієї доповіді не зберігся, але імовірно Лі прийшов до думки, що лівий фланг Потомакської армії нічим не прикритий. Ґрунтуючись на доповіді Джонстона, він наказав корпусу Лонгстріта висуватися до персикового саду, щоб звідти почати атаку.
Лонгстріту не сподобався цей план. Він запропонував не продовжувати бій, а почати обхід лівого флангу противника, щоб відрізати його від Вашингтона. Але Лі не схвалив цей план.
Корпус Лонгстріта пізно прийшов до Геттісберга, а потім опинився на невірній дорозі, і в підсумку тільки на 15:00 Лонгстріт вийшов до висоти у Персикового саду, де виявив III федеральний корпус. Вирішено було, що дивізія Мак-Лоузі атакує Персиковий сад, а дивізія Джона Худа буде йти на правому фланзі і виб'є противника з хребта Хукс-Рідж і висоти Літл-Раунд-Топ. О 16:00 Худ почав наступ. Його бригади зуміли захопити Хукс-Рідж, але запеклий бій за Літл-Раунд-Топ не дав результату. Сам Худ був поранений в самому початку наступу.
Тим часом дивізія Мак-Лоузі вступила в бій за Персиковий сад, перекинула федеральну дивізію Девіда Бірні і майже прорвала фронт Потомакської армії. 
На стику дивізій Мак-Лоузі і Худа знаходилося пшеничне поле, знане як Вітфілд. Конфедератам вдалося захопити його, але генерал Генкок кинув в контратаку дивізію Колдуелла. Колдуелл зумів відбити поле, але потім був зупинений і почав відступати. До кінця дня конфедератам вдалося відтіснити противника на другу лінію оборони, але прорвати його позиції не вдалося.
О 20:00 Мід написав до Вашингтона, що відбив всі атаки, але не може впевнено сказати, що йому потрібно робити далі: наступати або відступати. Через годину він викликав в штаб Джорджа Шарпа, а потім інших корпусних генералом армії. Всього зібралося 12 осіб (Мід, Ньютон, Генкок, Гібон, Бірн, Сайкс, Седжвік, Ховард, Вільямс, Слока, Батерфілд і Воррен). Мід поставив генералам три питання: 1) Чи повинна армія залишатися на позиції або відступити? 2) Якщо залишатися, то чи варто атакувати? 3) Якщо не атакувати, а чекати атаки, то як довго? По першому питанню всі зійшлися на тому, що треба залишатися на позиції. По другому всі одноголосно вирішили, що армія не готова для атаки. По третьому питанню думки були різні, але всі сходилися на тому, що рано чи пізно треба атакувати.

#### День третій
З урахуванням відносного успіху Лонгстріта 2 липня, Лі вирішив з ранку 3 липня повторити атаку, підсиливши Лонгстріта свіжою дивізією Пікетта. Атаку передбачалося почати приблизно о 04:30, одночасно з атакою корпусу Юелла. У зазначений час Лі прибув на позиції корпусу Лонгстріта і виявив, що до атаки нічого не готово. Лонгстріт сказав, що дві його дивізії понесли занадто великі втрати 2 липня і не зможуть адекватно підтримати Пікетта. Щобільше, він знову запропонував замість атаки почати обхід федеральної лінії праворуч. Лі довелося змінювати плани. Дивізія Пікетта повинна була наступати по колишньому плану, в напрямку на Цвинтарний хребет, але для її підтримки було виділено дві дивізії корпусу Хілла: під командуванням Трімбла (колишня дивізія Пендера) і Петтігрю (колишня дивізія Гета).
О 13:07 почалася артилерійська підготовка атаки, але вогонь артилерії виявився в цілому малоефективним. Приблизно через 40 хвилин бомбардування генерал Александер порадив Пікетту починати, інакше у артилерії не залишиться боєприпасів для артилерійського супроводу. Почалася атака, знана як «Атака Пікетта». Близько 15 000 чоловік рушили в наступ на позиції II федерального корпусу, але були відбиті з важкими втратами. Армія втратила вбитими і пораненими 6 555 осіб. Федерали втратили 1500 чоловік.
Приблизно в цей самий час кавалерійська дивізія Кілпатріка вийшла до правого флангу Північновірджинської і Кілпатрік кинув в атаку бригади Мерріта і Фарнсворта. Ця атака, знана як «Атака Кілпатріка» була відбита з важкими втратами. Серед убитих був і генерал Фарнсворт.

### Відступ Лі
Після атаки Пікетта конфедерати повернулися на свої позиції на Семінарському хребті і стали зводити укріплення в очікуванні контратаки противника. Мід, в свою чергу, так само чекав повторення атаки, але вона не відбулося і ввечері теж, він відправив до Вашингтона короткий рапорт. Не називаючи подію перемогою, він лише повідомив, що атака противника відбита з важкими втратами. Наступальні можливості армії Півдня були вичерпані, але у Лі залишався шанс на вдалий поворот подій — він сподівався, що Мід атакує його позиції на Семінарському хребті. Коли 4 липня цієї атаки не відбулося, Лі зрозумів, що повинен відступати. Навіть якщо він зуміє відбити атаку США, він все одно не зможе прогодувати армію на тій обмеженій ділянці території, яку контролює. Він так само не зможе отримати підкріплення з Півдня. Боєприпасів у армії залишалося приблизно на одну велику битва. Але в будь-якому випадку, причиною була деморалізація армії, про яку писали потім журналісти і навіть деякі офіцери Потомакської армії.
Після трьох днів боїв Північновірджинська армія скоротилася на третину, втративши 20 451 особу (якщо не більше), але переважно зберегла офіцерський склад, якщо не брати до уваги дивізію Пікетта і Гета. Артилерія в цілому була в хорошому стані і крім того, 3 липня кавалерія знову почала виконувати свої прямі обов'язки. Армія була все ще небезпечна для противника.
Ще ввечері 3 липня Лі порадився з деякими офіцерами і наказав відвести армію на зручнішу позицію: корпус Юелла залишив Геттісберг і відступив на Дубовий і Семінарський хребти. Конфедерати спорудили укріплену лінію, яка простяглася на 4 кілометри від Мамсбурзької до Еммітсбурзької дороги. Під прикриттям цієї позиції Лі відправив у тил обози зі спорядженням і тими пораненими, які були здатні перенести марш. Разом з ними були взяті ті тяжкопоранені поранені, яких не можна було залишити: генерали Худ, Хемптон, Пендер і Скейлс. Довелося залишити 6 802 поранених, стан яких не давав можливості їх евакуювати — в їх числі Тримбла і Кемпера.
Обоз з пораненими (яких було близько 8000 чоловік) був відправлений у тил під керівництвом генерала Імбодена, в розпорядженні якого був загін в 2 100 кавалеристів, артилерійська батарея, і ще дві кавалерійські бригади: Фіцхтю Лі і Хемптона. Імбодену було наказано виступити 4 липня о 17:30 з Кештауна, обійти Чамберсбург по дорозі на Грінвуд, і прибути в Грінкасл до ранку 5 липня. Звідти він повинен був відправитися в Вільямспорт і там перейти Потомак. У Мартінсбурзі він повинен був залишити обоз і повернутися в Чамберсбургу. Крім цього обозу, був сформований ще один, якому було наказано йти на Хагерстаун через Феірфілд. Обидва обози відбули днем під сильним дощем. Вранці того ж дня Лі запропонував Міду обмін полоненими, але Мід відмовив, пославшись на відсутність у нього таких повноважень. У будь-якому випадку, він не став би повертати полонених, вже відправлених далеко в тил. Трохи пізніше прийшов парламентер федеральної армії і повідомив, що в руках федералів знаходиться поранений генерал Лонгстріт, і вони готові віддати його, щоб конфедерати зайнялися його лікуванням. Ймовірно, за Лонгстріта був прийнятий поранений генерал Армістед. Лонгстріт сам відповів парламентарю, що здатний сам собою зайнятися.
Оскільки 4 липня Потомакська армія не стала атакувати, то Лі розпорядився почати відступ. Як тільки стемніло, корпус Хілла вирушив на захід по Феірфілдській дорозі. Йшов сильний дощ, тому марш займав більше часу, ніж Лі розраховував. Мід не протидіяв відступу: він був упевнений, що Лі ретельно зміцнив гірські проходи, і захопити їх буде не просто. Тим часом, якби він зумів захопити Феірфілд, то Лі довелося б відводити армію по довшій Чамберсбурзькій дорозі, і Мід отримав би шанс сильно послабити, а то й повністю розбити супротивника. Ні до ні після, в ході цієї кампанії, Міду не випадало такого вдалого шансу. Але Мід ще не зрозумів, чи збирається Лі відступати. Вранці 4 липня він повідомив генералу Френчу (загін якого стояв у Фредеріка), що Лі відступає, і необхідно зайняти Мерілендські висоти і перевали в Південних Горах. Через кілька годин стало ясно, що Північновірджинська армія стоїть на місці, і Мід скасував наказ. Френч, втім, за особистою ініціативою відправив кавалерію в Фоллінг-Уотерс, і вона знищила там єдиний міст через Потомак.
Одночасно Мід, залишаючись на позиціях основною частиною армії, вирішив послати кавалерію в тили противника. Вже вранці 4 липня він наказав Плезонтону діставати супротивника наскільки можливо. Бригада Ірвіна Ґрегга вирушила через Хантерстаун на Кештаун, інші були відправлені в південному напрямку. Дивізія Бьюфорда (бригади Гембла і Девіна) вирушили з Вінчестера у Фредерік, а дивізія Кілпатріка — в Еммітсбург, де з'єдналася з бригадою Пеннока Х'ю. В результаті Плезонтон з незрозумілих причин розкидав по різних напрямках всю дивізію Макмартрі Ґрегга, залишивши цього здібного командира без діла на цілий тиждень. В цілому Плезонтону вдалося вчасно пустити в справу кавалерію, але він розсіяв її по занадто широкому фронту.
На заході 4 липня загін Кілпатріка прибув до околиці Феірфілда і атакував хвіст колони Юелла. Відбулася битва в Монтерейській ущелині, в ході якого Кілпатріку вдалося захопити частину обозу і 1500 полоненими. Кілпатрік повідомив у рапорті, що захопив весь обоз Юелла {{sfn|Coddington|1968|p=548 — 549}}.
Увечері 4 липня Мід зібрав військову раду, на яку запросив 9 генералів: Ньютона, Хейса, Бірна, Сайкса, Седжвіка, Ховарда, Слокама, Воррена і Плезонтона. Він нагадав їм про необхідність прикривати напрямок на Вашингтон і попросив поради щодо подальших дій. Для початку він з'ясував, що може розраховувати на 55 000 боєздатних піхотинців. Він знав від розвідки, що противник підкріплень не отримає. Залишалося вирішити, чи повинна армія залишитися на своїй позиції? Генерали вирішили залишатися. Тоді він запитав, чи варто атакувати противника? Генерали висловилися категорично проти. Мід запитав, чи варто почати наступ через Еммітсбург на Вільямспорт? Генерали вирішили, що це хороший варіант, який дозволяв прикривати Вашингтонської напрямок.

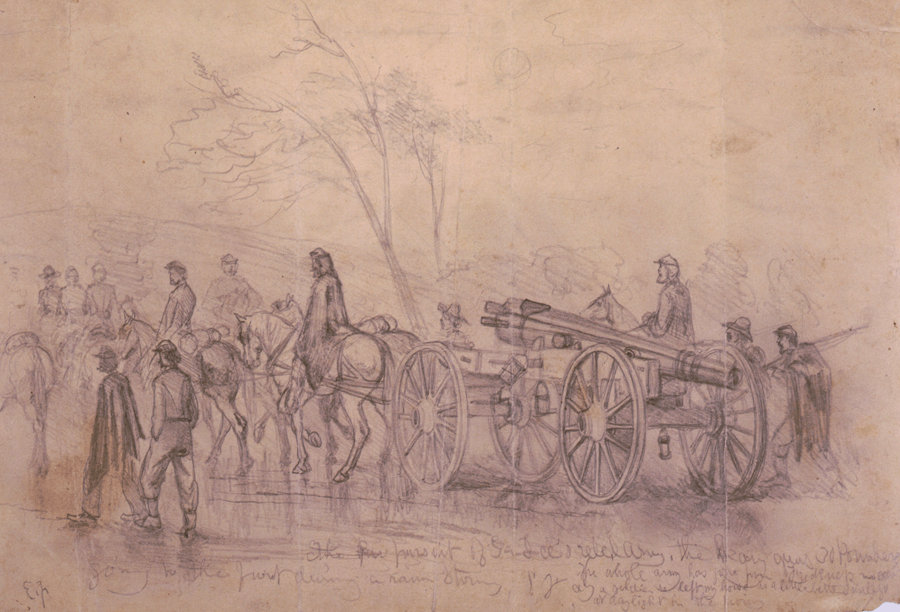
Потомакська армія йде від Геттісбергу до Фредеріка. Зарисовка Едвіна Форбса.

На раді вирішено було провести розвідку під керівництвом Воррена, а вранці 5 липня Мід велів Баттерфілду підготувати маршові накази для наступу, яке передбачалося здійснити виходячи з результатів розвідки. Армію звели в три крила:
- Крило Седжвіка: I, VI, і III корпуси.
- Крило Слокама: II і XII корпуси.
- Крило Ховарда: V і XI корпуси.

Передбачалося, що ці три крила підуть за трьома різними дорогами і зустрінуться в Мідлбурзі увечері 7 липня. Тим часом вранці VI корпус почав готуватися до розвідки, і в полудень почав наступ. Бригада генерала Торберта йшла в авангарді. Вона пройшла 6 миль до Феірфілда, де зіткнулася з ар'єргардами корпусу Юелла, бригадою Гордона. Відбулася невелика перестрілка, після якої Воррен повернувся до Геттісбергу, де передав Міду, що конфедерати, мабуть, зайняли позицію при Феірфілді і готуються дати бій. Мід негайно припинив наступ своїх корпусів, а III і I корпусам було доручено потримати Седжвіка, якщо буде потрібно. Вранці 6 липня Мід наказав Седжвіку продовжити наступ, але Седжвік відповів, що передбачає сильні зміцнення в горах, тому наступати може бути небезпечно, але він відправив на розвідку бригаду Нейла. Мід у відповідь наказав рішуче наступати всім корпусом. Однак, в полудень Мід вважав наступ через Феірфілд безглуздим. Він наказав Седжвіку припинити наступ, залишити в горах тільки бригаду Нейла, а корпус відвести до Еммітсбургу. Іншим корпусам було наказано відновити марш до Мідлбурґу вранці 7 липня. В результаті Мід втратив півтора дні часу, що сильно зашкодило його репутації.

#### Вільямспорт, 6 липня

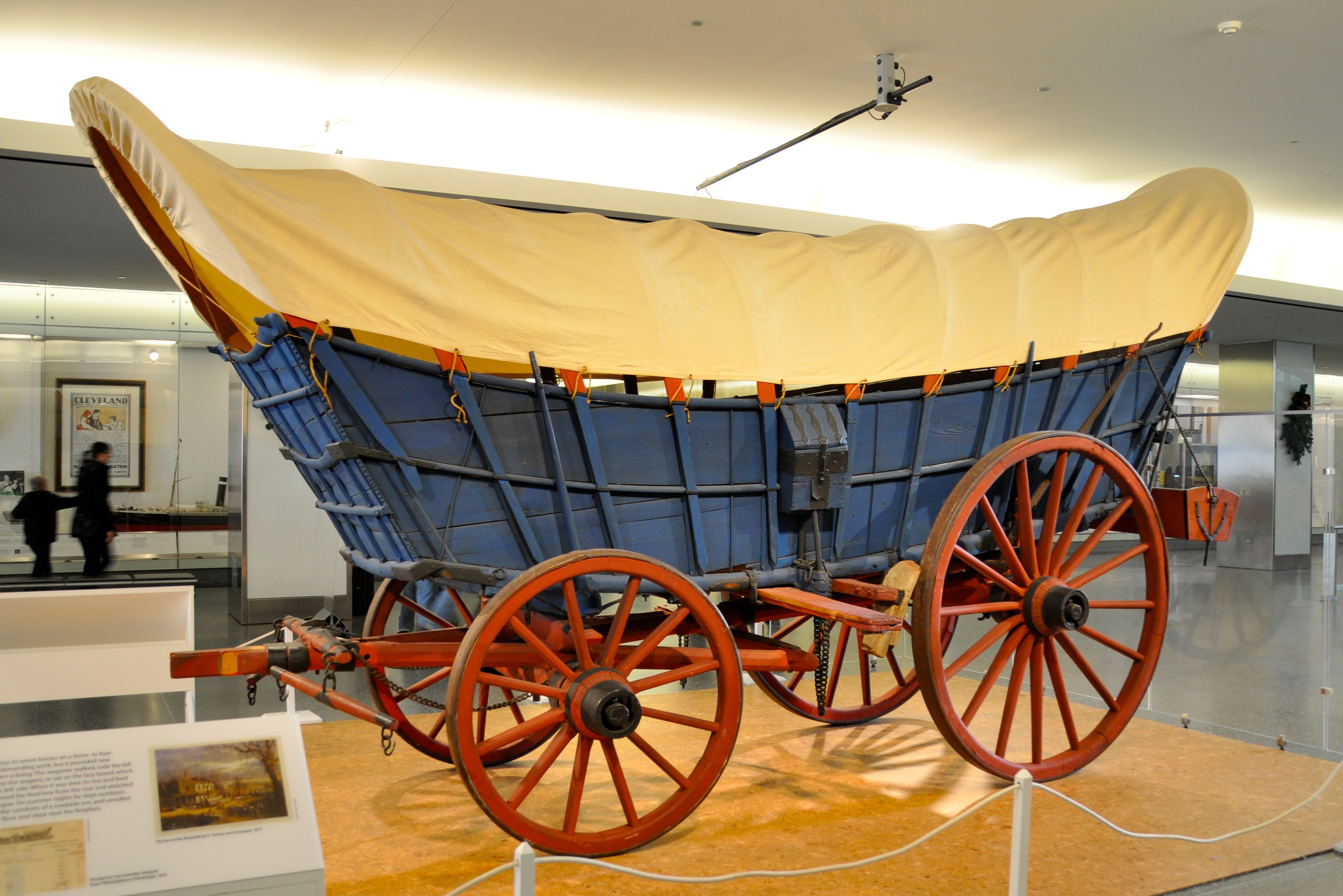
Вози, які становили основну масу обозу Імбодена

6 липня дивізія Бьюфорда, чисельністю близько 4 000 осіб, виступила з Фредеріка близько 04:00 і попрямувала до Вільямспорта. Бьюфорд знав, що там знаходиться великий обоз, який йшов з Геттісберга через Кештаун і Хантерстаун під командуванням Джона Імбодена, і він вирішив не дати обозу піти за Потомак. Імбоден, відступаючи до Вільямспорта, вже потрапив під атаку федеральної кавалерії в Грінкаслі, а потім під атаку кавалерії з колишнього гарнізону Вінчестера. Коли ж він привів залишки обозу в Вільямспорт, то виявив, що понтонний міст в Фолліна-Уотерс знищений (диверсією Френча), і єдиний зв'язок з вірджинським берегом — це поромна переправа, яка дозволяє переправити не більше двох візків за раз.
Дізнавшись про наближення Бьюфорда, Імбоден встиг розгорнути свою артилерію (22 гармати), кавалерію, роздати зброю вагонерам і був готовий утримувати позицію в будь-яку ціну. У нього було 2 500 осіб (з них 700 вагонери) проти 3 500 чоловік загону Бьюфорда. О 17:00 кавалерія Бьюфорда атакувала пікети конфедератів і відкинула їх майже до самих обозів, але Імбоден втримав Вільямспорт і навіть зумів контратакувати. В цей час Бьюфорд почув залпи гармат Кілпатріка на півночі, і запропонував йому з'єднатися флангами. Кілпатрік того дня атакував кавалерію Стюарта в Хагерстауні, але зіткнувся з піхотною бригадою Іверсона, і змушений був відійти. Отримавши повідомлення Бьюфорда, він вирушив до нього на допомогу. Але відхід Кілпатріка відкрив правий фланг Бьюфорда, який в результаті відступив разом з Кілпатріком в сторону Бунсборо. Бьюфорд чесно зізнався, що досягти поставленої мети не вдалося. Бій, що стало відомим, як «бій вагонерів» (Wagoners 'Fight), врятував для Конфедерації 4 000 возів, близько 10 000 тяглових тварин і дозволило утримати шлях відступу для решти армії.

#### Лі в Вільямспорті
Ар'єргард Північновірджинської армії прибув в Хагерстаун вранці 7 липня, і Лі відразу ж приступив до вивчення ділянки вздовж дороги Хагерстаун-Вільямспорт. Джеб Стюарт відігнав федеральну кавалерію досить далеко на схід, що дало можливість генералу Лі безперешкодно працювати над створенням оборонної позиції. Місцевість навколо Вільямспорта, Фолліна-Уотерса, Даунсвілла і Джонс-Кроссроудса була зручна для оборони, і Лі провів кілька днів у вивченні місцевості і консультаціях з інженерами. До 11 липня інженери вибрали лінію висот, відому як хребет Селсбері-Рідж, який правим флангом впирався в Даунсвілл, а лівим — в Хагерстаун. Невелика річка Конокочегі-Крік прикривала підходи зі сходу. На цій позиції південці швидко звели потужну лінію укріплень, особливо багато уваги приділивши артилерійським позиціям. Єдиною слабкістю цієї лінії була її надмірна довжина — вона тягнулася на 6 або 8 миль, від чого її було важко утримувати. До 12 липня укріплення були повністю побудовані і саме в цей час до позиції підійшла армія Міда.
Лі намагався розтягнути лінію оборони настільки широко, наскільки можливо, щоб забезпечити максимальне прикриття своїм фуражирам. Після завершення всіх робіт корпус Лонгстріта зайняв правий фланг, що примикає до Потомаку, корпус Хілла — центр, а корпус Юелла — лівий фланг. Кавалерія Стюарта сконцентрувалася на лівому фланзі, щоб атакувати тил і фланг противника, якщо той надумає наступати. Позиція була дуже вигідною, і Лі сподівався, що Мід його атакує. «О, як ми всі бажали, щоб він прийшов і атакував нас, — писав потім Портер Александер, — точно так само, як ми атакували його під Геттісбергом».

#### Наступ Міда
Корпуси Міда почали марш в сторону Фредеріка вранці 7 липня. За цей день їм вдалося пройти 15 — 20 миль. Корпус Слокама пройшов навіть 29, до Уолксвілла, а XI корпус рухався швидше за всіх: деякі його підрозділи пройшли 34 миль. До кінця дня основна частина корпусів перебувала між Міддлтаун і Механіктауном. Фактично армія за один день подолала відстань, яку Мід розраховував пройти за 2 — 3 дні. Але на цьому його швидкості сповільнилися: дощі 7 липня зробили дороги майже непрохідними. VI корпус витратив все 8 липня на те, щоб перетягнути артилерію через Південні Гори. Піхоті довелося використовувати довші (але поліпшені) дороги, що так само сповільнило швидкості.
Мід між тим розмістив штаб під Фредеріком (7 липня) і прийняв деякі заходи щодо реорганізації армії. Позаяк поранений Баттерфілд покинув армію 3 липня, то 8 липня Мід призначив на посаду начальника штабу Ендрю Хемфріза. Дивізію Хемфріз очолив бригадний генерал Генрі Прайс. Генерал Ньютон залишився на чолі I корпусу, а Александр Хейс — на чолі II корпусу, хоча ці генерали чи були адекватною заміною Рейнольдсу і Хенкоку. Генерал Вільям Френч отримав наказ очолити III корпус замість пораненого Сіклса, а частини його дивізії були розподілені по III і I корпусам. Це поповнення, близько 8 000 осіб, частково компенсувало втрати тих полків, у яких скінчилися терміни служби. В цілому з урахуванням вибули і прибулих підрозділів чисельність армії зросла приблизно на 6 000 осіб. У наступні дні Міду вдалося довести це число до 12 000 чоловік. Крім того, з півночі наближалися підрозділи, що не входять в Потомакську армію і недостатньо надійні, але вони як мінімум могли перешкодити армії Лі.
9 липня Потомакська армія стояла на захід від Південних гір, розтягнувшись фронтом від Бунсборо до Роресвілла. Мід припускав, що противник знаходиться десь між Хагерстауном і Вільямспортом і, з огляду на непрохідності Потомаку, готовий до оборони. Наступні три дні Мід займався обережним маневруванням, намагаючись не втягнутися в бій з противником, який займав сильну позицію. За ці дні він встиг завершити ротацію командирів і розподіл підкріплень.
О 20:00 12 червня Мід зібрав генералів Потомакської армії на нараду. Були запрошені Хемфріз (як новий начальник штабу), Водсворт (заміщав Ньютона), Хейс, Френч, Сайкс, Седжвік, Ховард, Слока, Плезонтон і Воррен. Мід повідомив їм, що ще не знає, як і де варто атакувати, але пропонує все ж спробувати на наступний день. Пропозиція схвалили Водсворт і Ховард, а також Хемфріз, Воррен і Плезонтон. Але їхня думка важила не багато, тому що останні троє не командували корпусами, Ховард був скомпрометований невдачею під Геттісбергом, а думка Водсворта не враховувався, бо Ньютон, якого він заміщав, був проти. Проти висловилися п'ять генералів: Хейс, Френч, Сайкс, Седжвік і Слока. Седжвік висловився від імені всіх, і сказав, що Мід недавно здобув перемогу і не варто тепер ризикувати. Ховард потім писав, що ніколи не зустрічав у корпусних командирів такого одностайного небажання боротися. У цій ситуації Мід був змушений відкласти атаку як мінімум до з'ясування точної позиції противника.
У 1864 році Мід сказав представникам Конгресу, що атака 13 або 14 липня перетворилася б в Геттісберг навпаки — Лі стояв би в обороні, а Мід б наступав.

#### Відступ Лі за Потомак

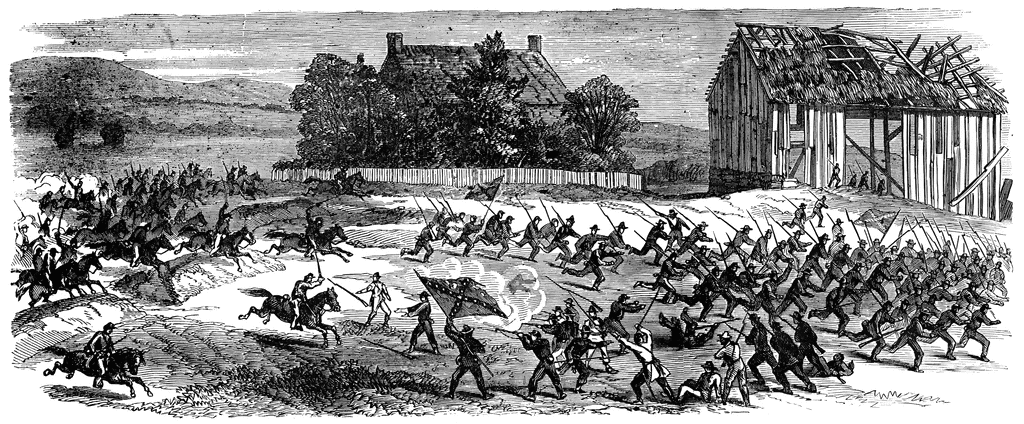
Атака 6-го Мічиганського біля Фоллінг-Уотерс

До 13 липня рівень річки Потомак у Вільямспорт впав до 4 футів. Це було головною умовою для відступу, тому що попри те, що понтонний міст в Фоллінг-Уотерс був уже побудований, армії була потрібна ще одна точка переправи. Лише за дві переправи можна було перевести за Потомак три піхотних корпуси за одну ніч. Лі наказав розпочати евакуацію вночі 13 липня. На заході корпус Юелла відступив від Хагерстауна до Вільямспорта і почав переправу по броду. Кавалерія Стюарта отримала наказ відступити останньою і прикривала відхід. На вірджинській стороні розвели багаття, як напрямок. Найвищі солдати встали поперек річки, щоб нікого не віднесло водою. Біля Фолліна-Уотерс першою перейшла по мосту артилерія Юелла, за нею пішов корпус Лонгстріта. Перші дивізії Хілла почали перехід вже на світанку, в ранковому тумані.
У півтори милях від моста інженери спорудили оборонну лінію, яку зайняв ар'єргард армії — дивізія Генрі Гета. Позаяк сам Хілл був ще не здоровий після поранення, то командування бригадами було доручено Джонстону Петтігрю. Гет був упевнений, що Стюарт охороняє підходи до позиції і не виставив охорони, але кавалерії Стюарта не виявилося на місці, і вранці до позиції Гета вийшла кавалерійська дивізія Кілпатріка. Кілпатрік наказав Кастеру атакувати, і коли Кастер наказав двом ротах 6-го Мічиганського полку (майора Вебера) атакувати, Кілпатрік скасував цей наказ і велів атакувати верхи. Атака ледь не увінчалася успіхом: Гет прийняв кавалеристів за своїх і наказав не стріляти. Кавалеристи перескочили бруствер і включилися в піхоту Гета, але швидко були змушені повернутись, втративши третину свого складу. Генерал Петтігрю перебував на передовій лінії і отримав поранення в живіт. Польовий лікар сказав, що він може врятуватися, якщо його залишать федералам. Петтігрю сказав, що воліє смерть полону, і його відправили в тил. Він помер в обозі через три дні.

## Наслідки
Існують різні версії датування завершення кампанії. 14 липня о 15:00 Говернор Воррен відправив до Військового Департаменту відомість: «Мерілендська кампанія завершилася». Багато істориків саме 14 липня вважають днем завершення кампанії. Цією хронології дотримуються Стівер Сірс і Едвард Коддінгтон. Але генерал Мід в своєму офіційному рапорті назвав кінцем кампанії «кінець липня», коли армія Лі відступила за Рапідан. Так само пише і Дуглас Фріман: «Лі наказав відвести всю свою армію на південний берег Рапідана. Це було виконано 4 серпня, і можна сказати, що в цей день Геттісберзька кампанія завершилася». Цією ж дати дотримується історик Шелбі Фут. Генерал Едвард Джонсон у своєму рапорті викладає хід кампанії до 1 серпня.

### Маневри в Вірджинії

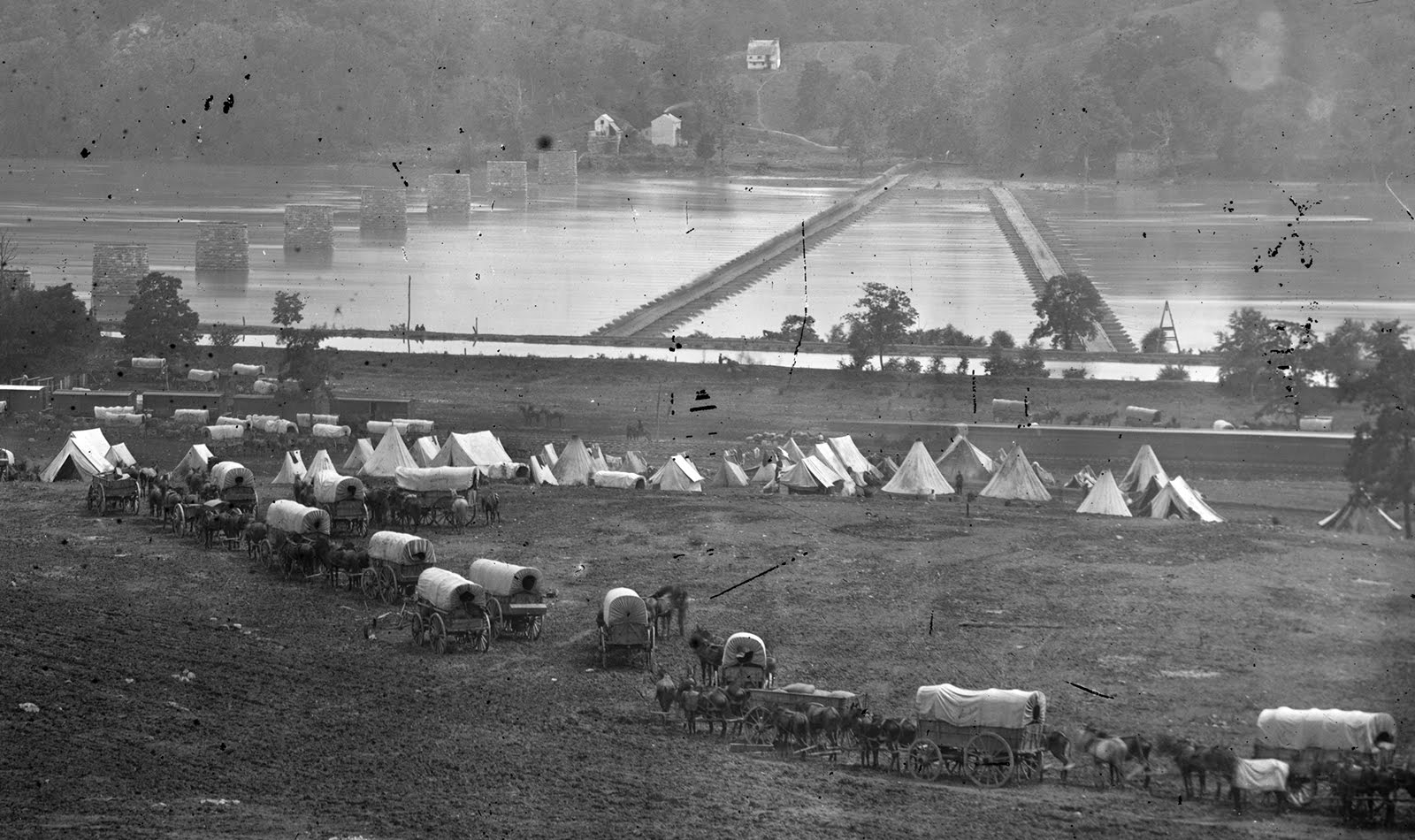
Армія Міда в Берліні, Меріленд

15 червня Лі відвів армію до Банкер-Хілл. Він збирався піти в Лоудонську долину, але розлив річки Шенандоа перешкодив цьому. Він так само припускав, що Мід перейде Потомак у Харперс-Феррі, і збирався в цьому випадку відступити далі до долини Шенандоа. Він написав президенту, що постарається заманити противника подалі в долину і розбити його так далеко від його баз, як тільки можливо.
Перебуваючи в долині, Лі постарався привезти армію в порядок, і насамперед нагодувати людей. Багатьом кавалеристам довелося поспішати через те, що коням бракувало підков. Тим часом Мід вийшов до містечка Берлін, там переправився через Потомак, і його кавалерія увійшла в Лоудонську долину. Лі вирішив, що Мід хоче замкнути його в долині, щоб основною армією атакувати Річмонд, тому він направив корпус Лонгстріта до перевалів Манассас-Геп і Честер-Геп. Коли ж рівень води в Шенандоа знизився, жителі півдня звели понтонний міст, перейшли річку і хребет Блу-Рідж, і 24 липня авангард армії (корпус Лонгстріта) прийшов в Калпепер. Корпус Хілла слідував за ним. Потомакська армія увійшла в Воррентон, і звідти 31 липня невеликий загін зробив вилазку за Раппаханок. Лі вирішив, що це початок масштабного наступу з метою загнати його в глухий кут між річками Рапідан і Раппаханок, тому почав відведення армії за Рапідан. 4 серпня цей маневр був завершений. Армії виявилися на тих самих позиціях, з яких Лі рівно рік тому почав Північновірджинську кампанію.

### Втрати
В ході кампанії Лі втратив майже третину своєї армії. Під Геттісбергом було втрачено 22 625 людей, з них 4536 убитими. Втрати при відступі склали 4500 осіб, всього в цілому було втрачено 27 125 осіб. Це перевищувало навіть втрати в Семиденній битві (20 200 осіб). Через труднощі відступу не вдалося вивезти всіх поранених, і в результаті 6 802 людини потрапили в руки федералів.
Так само було втрачено 5 одиниць артилерії, близько 50 возів і 30 стягів.
Серйозної шкоди поніс і офіцерський склад. У корпусі Лонгстріта були вбиті Барксдейл, Семс, Гарнетт і Армістед, поранені Худ, Робертсон і Андерсон, поранений і захоплений в полон Кемпер. З 14-ти дивізійних і бригадних командирів Лонгстріта залишилися неушкоджені тільки шестеро. У корпусі Юелла був убитий Евері і поранений Джонс. У корпусі Хілла загинули Пендер, Петтігрю і Маршалл, поранені Гет, Фрай, Скейлс і Лоуренс, потрапили в полон Трімбл і Арчер. Серед командирів кавалерії були поранені Хемптон і Дженкінс. Всього з 46-ти дивізійних і бригадних генералів було втрачено 19. Великі були втрати і на рівні полкових командирів: в 171 піхотному полку вибуло з ладу 78 командирів (46%).
Стівен Сірс писав, що битви начебто забрали життя найкращих, і пощадили гірших: Вільям Сміт, Альфред Іверсон, Едвард О'Ніл і Джозеф Девіс не отримали ні подряпини. Але і їх потрібно замінювати — відсторонені від командування будуть всі, окрім Девіса.
Потомакська армія в ході кампанії втратила приблизно 30 100 чоловік, з них 22 813 при Геттісберзі і 7 300 при Вінчестері і в ході переслідування. I і III корпуси постраждали настільки важко, що потребували переформування. У першому корпусі загинув генерал Рейнольдс, і п'ять із семи його бригадних командирів вибули з ладу. У третьому корпусі вибули 17 з 37 полкових командирів. Другий корпус втратив 6 з 10 бригадних командирів.

### Причини невдачі
Дискусії про причини невдачі кампанії почалися практично відразу ж після повернення Північновірджинської армії в Вірджинію. Лонгстріт в листі сенатору Вігфоллу стверджував, що «наша невдача в Пенсильванії ... наслідок нашої впевненості, що противник не зможе швидко сконцентруватися». Саме тому Лі атакував Міда в той момент, коли його армія була ще не готова до бою, а армія Міда готова повністю. Це твердження Лонгстріта говорить про те, що причина полягала переважно в недоліках розвідки і особисто генерала Стюарта. Також і Лі в рапорті написав, що маневри армією перед зіткненням при Геттісберзі були ускладнені відсутністю кавалерії. Це, в свою чергу, дозволяє ряду істориків стверджувати, що саме Лі зробив помилку, дозволивши Стюарту відправитися в його рейд. Стюарт залишив при армії дві бригади, але Лі з якоїсь причини ними не скористався. «Лі винен в тому, що погано використовував кавалерію в ході кампанії, — писав Стівен Сірс, — але вина Стюарта важче. Він не надав Лі розвідувальної інформації і тим самим позбавив його наріжного каменю, на якому базувалася вся кампанія — можливості вибору поля бою».
Дуглас Фріман виділяє п'ять причин невдачі кампанії. Першою він називає рейд Стюарта: Стюарт повів в рейд три кавалерійські бригади, а Лі переоцінив можливості кавалерійських бригад Дженкінса і Імбодена і не зміг розпорядитися бригадами Робертса і Джонса. Цей прорахунок в ході кампанії спричинив за собою всі інші помилки. Другу помилку Фріман бачить в тому, що Лі не зміг змусити Юелла взяти штурмом Цвинтарний пагорб ввечері 1 липня. Він звик довіряти самостійному судженні своїх генералів, а Юелл звик до точних наказів Джексона і не зміг вчасно перебудуватися. Третя помилка полягала в тому, що лінії Північновірджинської армії були дуже розтягнуті — на 8 миль. Лі повинен був залишити спроби штурму висоти Калпс-Хілл і сконцентруватися на штурмі Цвинтарного пагорба і висоти Раунд-Топ. Четвертою причиною став стан розуму командного складу: Лонгстріт виявився занадто повільний для виконання складного наступального маневру. І сам Лі виявився недостатньо вимогливий 2 липня він віддав наказ про атаку в 11:00, але дозволив Лонгстріту тягнути час до 16:00. В якомусь сенсі можна сказати, що того дня армія виявилася без командира. І, нарешті п'ятою і самою фундаментальною причиною, стала нездатність реорганізованої армії до скоординованої атаки. Генерал Андерсон не зміг скоординувати наступ своїх бригад вдень 2 липня; Лонгстріт не зміг послати Пікетта в наступ вранці 3 липня одночасно з атакою Юелла; після відмови Лонгстріта наступати всім корпусом Лі змінив ділянку наступу і доручив атаку частинам двох корпусів, які взаємодіяли відносно непогано, але коли дивізії Пікетта і Петтігрю вийшли до лінії противника, їм на допомогу не було вислано ніяких підсилень. Точно так же недостатньо грамотно було організовано і вогонь артилерії.
Історик Джозеф Глеттхер виділяє кілька причин, і на перше місце ставить той факт, що конфедерати боролися на чужій, незвичній їм території з вороже налаштованим населенням. Дисципліна в армії неухильно падала, і один рядовий писав додому, що армія дедалі більше нагадує просто збройний натовп і ні до чого хорошого це не призведе. Наступною причиною Глаттхер вважає незадовільну роботу офіцерів, а третьою причиною називає стратегічні прорахунки і, в тому числі, дії кавалерії. Крім того, Глаттхер звертає увагу на незадовільний стан боєприпасів; це з'ясувалося тільки через тиждень після Геттісберга, під час тестових випробувань в лабораторіях. Випробування показали, що снаряди, вироблені в арсеналах Річмонда, розриваються в потрібний час, однак, в ході кампанії армія використовувала боєприпаси з арсеналів Чарлстона, Атланти і Огасти, запали яких горіли повільніше і, як результат, снаряд розривався не там, де потрібно було. Це вплинуло, як мінімум, на ефективність бомбардування 3 липня.

### Критика Міда
Президент Лінкольн отримав телеграму від Міда опівдні 14 липня і був сильно розчарований звісткою про те, що Лі зумів перейти за Потомак. «Це все дуже нагадує мені МакКлеллана», сказав він щодо Міда. Пізніше в той же день Лінкольн повідав Гідеону Уельсу про своє невдоволення стратегією Міда («Він зробив велику помилку, але подивимось, що буде далі»). На телеграму Міда відповів Генрі Халлек. Він сказав, що Лі зник, і Мід не зміг дати йому ще один бій, і президент дуже незадоволений цим, тому Міду варто почати негайне переслідування, щоб не було враження, що він, Мід, занадто повільний.
Мід, який не отримав ніякого привітання або заохочення за свої дії, був сильно роздратований цією телеграмою. Прочитавши її, він запитав Руфуса Інгаллса: «Інгаллс, чи не бажаєте ви прийняти командування цією армією?». Інгаллс відповів: «Ні, дякую, цей слон надто великий для мене». Мід сказав: «Що ж, і для мене теж». Він відразу ж написав відповідь. Осуд президента, сказав він, виглядає настільки незаслуженим, що він просить негайно звільнити його від командування цією армією. Халлек відповів, що це був не осуд, а швидше як стимул, так що підстав для відставки немає. Відставка Міда в результаті так і не була прийнята. «Це саме те, чого я очікував, — написав Мід дружині, — що б я не робив, я завжди буду винен».
Увечері того дня Лінкольн почав писати Міду лист з докладним викладом свого ставлення. Він писав, що Лі був в руках у Міда і треба було його добити і тим закінчити війну. Цього зроблено не було, і тепер війна триватиме ще не відомо до якого часу. Золота можливість була упущена, і саме це засмучує його, президента, найсильніше. Цей лист він так і не відправив.
Пізніше на Міда посипалися звинувачення з боку республіканців Конгресу і його власних генералів. Із засудженням його тактики і стратегії виступили Деніел Сіклс, Ден Баттерфілд, Ебнер Даблдей і Девід Бірн. Міда дорікали в тому, що він погано командував під Геттісбергом і дозволив армії Лі перейти за Потомак. Всі ці люди давали свідчення проти Міда перед Конгресійним комітетом навесні 1864 року. 5 березня 1864 року Мід сам давав свідчення Комітету з цього питання. На захист Міда виступили Хенкок, Гібон, Воррен і Хант, але лише після смерті Міда історикам вдалося відновити його репутацію.